# Geschichte der Geschichtsschreibung
Die Geschichte der Geschichtsschreibung befasst sich mit Entstehung und Entwicklung des Darstellens der Vergangenheit.
Ansätze zu einer Geschichtsdokumentation gab es bereits im Altertum bei altorientalischen Völkern wie Babyloniern, Assyrern, Ägyptern und Persern. Erhalten sind insbesondere Inschriften, in denen die Taten der Herrscher gepriesen werden. Diese Zeugnisse sind nur zum Teil Überlieferungen der tatsächlichen Geschichte, größtenteils aber Verteidigungsschriften. Das gilt auch für die Berichte über die Israeliten im Alten Testament.
In der griechischen Antike kam es zum Beginn einer Geschichtsschreibung (Historiographie) im heutigen Sinn. Ebenso entstanden in China in der Zeit vor Christi Geburt Geschichtswerke. Die moderne Geschichtswissenschaft entwickelte seit dem 19. Jahrhundert kritisch-theoretische Ansätze zur Erforschung der Geschichte und der Geschichtsschreibung (Quellenkritik). Bei dieser wissenschaftlichen Beschäftigung mit Texten wird versucht, die Aussageabsicht und Glaubwürdigkeit zu erfassen.

## Allgemeines
Das Wort Geschichte hat im Deutschen eine ambivalente Bedeutung. Es bezeichnet einerseits die Ereignisse selbst, andererseits die Bewahrung und Interpretation vergangener Ereignisse in literarischer Form. Analog dazu kann Historiografie die Geschichtsschreibung über eine bestimmte Epoche (zum Beispiel die Historiografie der französischen Revolution) wie auch die Historiografiegeschichte, also die Geschichte der Geschichtsschreibung meinen. Neben der Historiografiegeschichte im engeren Sinn, die nicht auf die Geschichte der Geschichtswissenschaft reduziert werden kann, werden häufig auch Diskussionen der Theorie der Geschichtsschreibung zur Historiografie gezählt.
Die Geschichtswissenschaft bedient sich zur kritischen Analyse der Quellen (so hinsichtlich der Entstehung, Aussageabsicht und Glaubwürdigkeit) der Erkenntnisse unter anderem aus der Literaturwissenschaft und der Philosophie. Angehende Historiker lernen durch die Historiografiegeschichte die methodologischen Kontroversen und politischen Streitigkeiten kennen, ohne deren Kenntnis sie die historische Fachliteratur nicht verstehen würden.

„Als Wissenschaftsgeschichte ist die Historiografiegeschichte jedoch mehr: Mit Hilfe sozial- und kulturgeschichtlicher Methoden versucht sie, die Institutionen des Faches, sowie die politischen, sozialen und kulturellen Voraussetzungen der früheren Berufspraxis von Historikern zu analysieren. Indem sie kollektive Traditionsmuster, Konfliktfelder, aber auch fächerübergreifende Konjunkturen herausarbeitet, legt sie die unbewussten, d.h. verkannten Erbschaften bzw. nicht reflektierten Aspekte des eigenen wissenschaftlichen Tuns bzw. der eigenen beruflichen Position und Situation offen. So kann sie etwa offenlegen, wie die soziale Dominanz von Männern in diesem Beruf lange Zeit mit einem dezidiert ‚männlichen‘ Blick auf Staat, Gesellschaft und Kultur früherer Zeiten verbunden war und zum Teil noch heute ist.“

Insofern die Historiografiegeschichte die Produktions- und die Rezeptionsbedingungen historischen Wissens kritisch untersucht, ist sie von allgemeinem Interesse.

## Antike

### Einführung

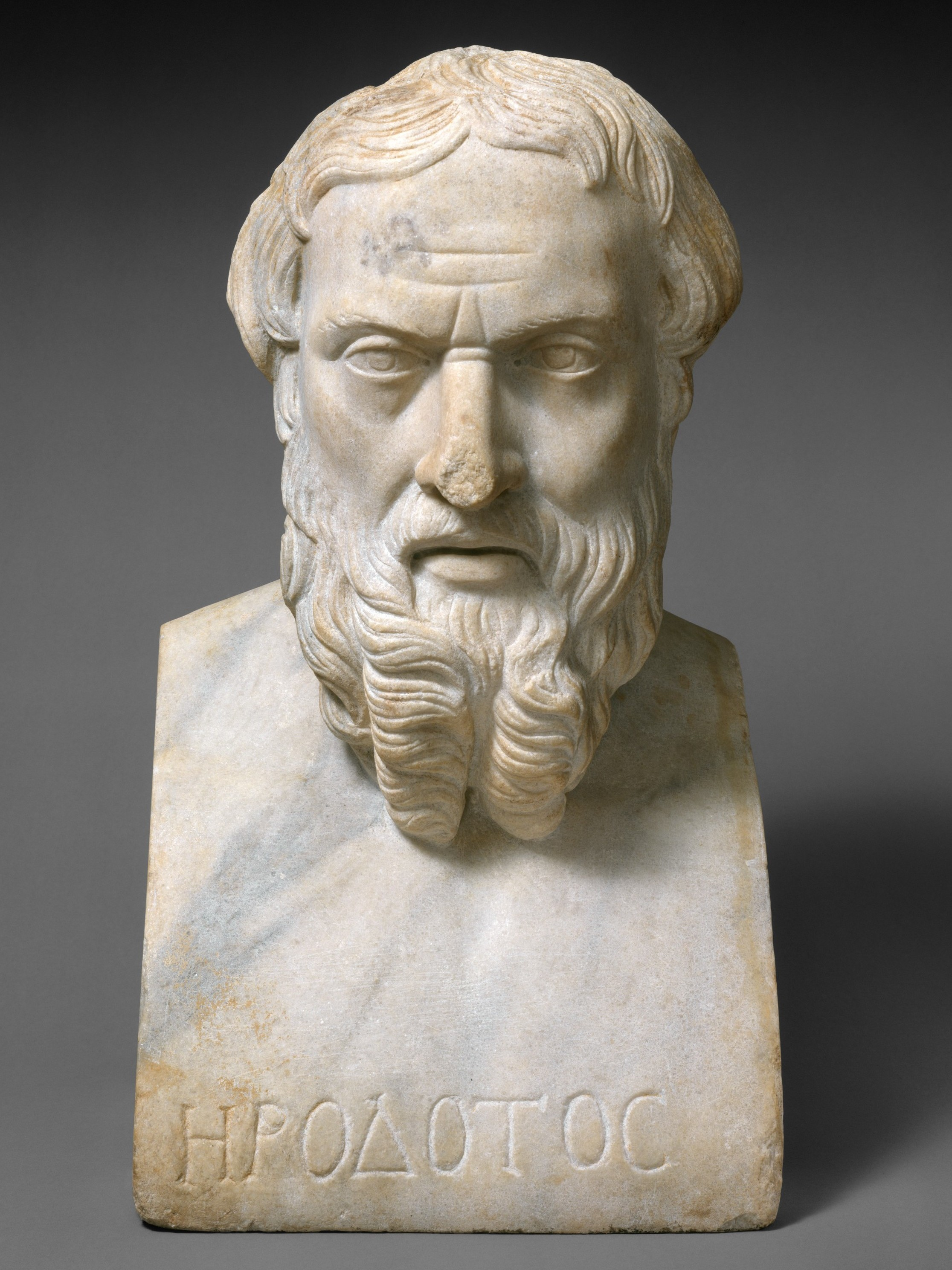
„pater historiae“ Herodot

Die Geschichte der europäischen Geschichtsschreibung begann in der Antike. Der Großteil der antiken Geschichtsschreibung ist allerdings verloren gegangen bzw. nur in Fragmenten erhalten (in Zitaten, Zusammenfassungen und Auszügen). Die griechischen Fragmente sind gesammelt in Die Fragmente der griechischen Historiker (unvollständig) sowie in Brill’s New Jacoby (noch unvollendet, mit englischer Übersetzung und Kommentar). Die Fragmente römischer Geschichtsschreiber sind gesammelt in The Fragments of the Roman Historians (einschließlich englischer Übersetzung und Kommentar). Für die Spätantike werden unter dem Reihentitel Kleine und fragmentarische Historiker der Spätantike mehrere bislang unzureichend edierte Texte mit deutscher Übersetzung und einem philologisch-historischen Kommentar publiziert. Des Weiteren ist die Reihe Translated Texts for Historians (englische Übersetzungen mit Kommentar) von Bedeutung.
Das entscheidende Merkmal der antiken Geschichtsschreibung ist die Existenz eines (zumindest vorgeblich) forschenden Verfassers, der die Ergebnisse seiner individuellen Erkundungen (griech. historiē) organisiert, interpretiert und ausgewählt durch seine Vernunft (lógos) darlegt. Daher lassen sich die epischen Gesänge von Homer aus der Ilias und der Odyssee noch nicht als Geschichtswerke definieren, wenngleich sie natürlich historische Erfahrungen verarbeiten – allerdings wohl nur aus der Zeit ihrer Entstehung (8. Jahrhundert v. Chr.). Die Handlungen der 24 Gesänge sind dichterisch gestaltet, die Überlieferung historischer Vorgänge ist nebensächlich, und vor allem beruft sich der (im Text ungenannte) Erzähler der Epen auf die Inspiration durch die Musen und nicht, wie für die Geschichtsschreibung entscheidend, auf eigene Nachforschungen und Überlegungen. Während früher unklar war, ob es in den homerischen Epen überhaupt historische Bezüge gibt, wird die Existenz Trojas durch Heinrich Schliemanns Forschungen heute meist als bewiesen angesehen (erst in jüngster Zeit wird diese Identifikation von Forschern wie Frank Kolb wieder vehement in Zweifel gezogen). Die Darstellungsabsicht der Epen ist aber primär eine künstlerische und nicht der Versuch einer Wiedergabe von Geschehenem. Die homerischen Epen können mithin als historische Quellen dienen, zumindest für ihre Entstehungszeit, stellen aber selbst keine Geschichtsschreibung dar.
Manche Historiker der Moderne und insbesondere der Postmoderne halten auch noch ältere, vorwiegend literarische, religiöse, juristische oder verwaltungstechnische Texte oder Listen (nicht nur aus Europa) für „Erzählungen“ bzw. zeitgeschichtliche Dokumentationen, die für die Geschichtswissenschaft relevant sind. Zwar enthalten auch diese Texte historische Informationen und sind daher teils wichtige historische Quellen, sie stellen jedoch selbst keine Geschichtsschreibung dar.
Ein Teil des Alten Testaments ist zwar als historischer Bericht angelegt, zum Beispiel das Buch der Könige und die Chronik; allerdings fehlt auch hier das Element des Historikers, der die Verantwortung für den Inhalt übernimmt, an seine Stelle tritt die Berufung auf Gott. Zudem ist die Bibel als Ganzes nicht als Geschichtswerk angelegt, sondern dient der Verkündigung. Eine wichtige Quelle stellen andererseits zeitgenössische Chroniken, Berichte über die Taten ägyptischer Pharaonen oder die sumerische Königsliste dar. Ein Charakteristikum der orientalischen Überlieferung ist dabei der weitgehende Verzicht auf innere Konsistenz: Innere Widersprüche werden oft nicht aufgelöst, unterschiedliche Versionen einer Geschichte stehen unverbunden nebeneinander. Dies gilt für die Bibel ebenso wie für spätere persische und muslimische Autoren.
Antike Historiker verfolgten andere Methoden und Ziele als moderne Geschichtswissenschaftler. Für das Verständnis der griechisch-römischen Geschichtsschreibung zentral ist dabei der Umstand, dass diese Texte literarische Kunstwerke waren, die Genreregeln und Gattungskonventionen unterlagen: Über mehr als 1000 Jahre stellten sich die antiken Geschichtsschreiber in auffälliger Weise in die Tradition ihrer Vorgänger, was Methode, Stil, Topik und Stoffauswahl angeht. Dass über Geschichtsschreibung als Genre mit eigenen Regeln bereits in der Antike auf hohem Niveau reflektiert wurde, belegt unter anderem die – teils allerdings ironische – Anleitung Lukians Wie man Geschichte schreiben soll (Πῶς δεῖ ἱστορίαν συγγράφειν, um 170 n. Chr.). Es gilt für die antike Historiographie die Grundregel der Literaturwissenschaft, dass man stets zwischen Verfasser und Erzähler zu unterscheiden hat.
Als erster Geschichtsschreiber galt bereits im Altertum Herodot, der „Vater der Geschichtsschreibung“ (pater historiae); zu den wichtigsten Vorläufern zählt man Hekataios von Milet. Speziell die Anfänge der antiken Geschichtsschreibung sind eng mit der Geographie verknüpft. Die antike Geschichtsschreibung war ein äußerst vielfältiges literarisches Genre und umfasste unter anderem Universal- und Lokalgeschichte, zeitgeschichtliche Werke, spezielle Monographien zu einzelnen Themen (Kriege, Landeskunde, Ethnographie etc.), biographische Darstellungen usw. Das Interesse der antiken Geschichtsschreiber galt dabei explizit nur bestimmten Fragen und Aspekten, insbesondere das Alltagsleben und sozio-ökonomische Prozesse galten in der Regel nicht als geeignete Gegenstände. Dies fasste in der Spätantike Ammianus Marcellinus wie folgt zusammen, indem er auf angebliche Kritiker antwortete:

„Sie fühlen sich gekränkt, wenn man übergeht, was der Kaiser bei Tisch geredet habe, oder auslässt, aus welchem Grund irgendwelche einfachen Soldaten unter den Fahnen bestraft worden sind, oder weil man über die Ereignisse in kleinen Kastellen nicht habe schweigen dürfen... Derlei und ähnliche Vorwürfe gibt es noch mehr. Doch sie widersprechen den Regeln der Geschichtsschreibung, die nur die Höhepunkte der Ereignisse beschreibt, nicht aber den Kleinigkeiten niederer Sphären nachspürt. Denn wenn wirklich jemand diese erforschen wollte, so könnte er ebensogut auch die Hoffnung hegen, dass sich auch jene unteilbaren Teilchen, die im leeren Raum schweben und die wir Griechen ‚Atome‘ nennen, zählen ließen.“

Es wäre daher grundfalsch, die im Folgenden vorgestellten antiken Historiker – von Herodot im 5. Jh. v. Chr. bis zu Theophylaktos Simokates im frühen 7. Jh. n. Chr. – an modernen Maßstäben historischer Objektivität zu messen, zumal viele ihre Quellen nicht reflektierten oder ihren Bericht ausschmückten, obwohl „Wahrhaftigkeit“ – teils auch nur als Stilmittel – grundsätzlich immer wieder eingefordert und auch teilweise verwirklicht wurde (siehe unten Thukydides, Tacitus, Ammianus Marcellinus). Die Werke der bedeutenden antiken Geschichtsschreiber (wie Herodot, Thukydides, Polybios, Titus Livius, Tacitus, Ammianus, Prokopios) sind vielmehr künstlerische Prosa von oft hoher Qualität. Ihre Verfasser sahen sich nicht als Wissenschaftler im modernen Sinne, sondern eher als Philosophen, Literaten und Rhetoren, die das ihnen vorliegende Material im Sinne ihrer jeweiligen Wirkungsabsicht bearbeiteten, filterten, interpretierten und teils auch manipulierten. Dies gilt auch für relativ zuverlässige Autoren wie Thukydides oder Tacitus.
Erschwerend kamen die Zeitumstände hinzu: Nicht immer gelangten die jeweiligen Geschichtsschreiber an alle nötigen Informationen, dies hing neben ihren eigenen Fähigkeiten unter anderem von ihrer Stellung und gesellschaftlichen Vernetzung ab. In der römischen Kaiserzeit schrieben zudem nur sehr wenige Geschichtsschreiber, selbst wenn sie Zeitgeschichte schrieben, auch über die unmittelbare Gegenwart, in der sie ihr Werk verfassten, da kritische Schilderung der Kaiser für die Autoren gefährlich sein konnte. Oft schilderten sie eher einen Zeitraum bis einige Jahre vor dem Abfassungszeitraum, als ein anderer Kaiser an der Macht war und Kritik so leichter geübt werden konnte; über die zeitgenössischen Herrscher berichteten eher Panegyriker, die ausschließlich Positives berichteten.
Wie andere literarische Texte auch bedürfen die Werke der antiken Geschichtsschreibung daher grundsätzlich stets einer gründlichen Interpretation und Kritik; ihre Aussagen sollten nie unhinterfragt übernommen werden (vgl. Quellenkritik und Hermeneutik). Wichtig ist für die Auswertung natürlich nicht zuletzt auch, ob es sich um ein zeithistorisches Werk handelt, dessen Verfasser und intendiertes Publikum das Berichtete also noch selbst erlebt hatten, oder ob über eine zur Zeit des Autors und seiner Leser bereits längst vergangene Zeit berichtet wird.
Siehe auch: Liste der Abkürzungen antiker Autoren und Werktitel

### Griechenland

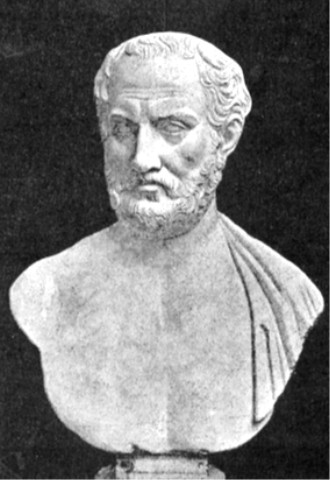
Thukydides

Geschichtsschreibung im engeren Sinne beginnt, wie bereits dargelegt, mit den griechischen Geschichtsschreibern Herodot, Thukydides, Xenophon, Polybios und Diodor (zur Einordnung siehe Liste der griechischsprachigen Geschichtsschreiber der Antike). Sie sind die bekanntesten griechischen Historiker bis zur Zeitenwende, deren Werke ganz oder in größeren Teilen erhalten sind. Von anderen (wie beispielsweise Hekataios von Milet, Ephoros von Kyme, Ktesias von Knidos und den meisten Alexanderhistorikern) sind uns nur Fragmente überliefert (siehe dazu Die Fragmente der griechischen Historiker). Generell ist uns der Großteil der antiken Literatur nicht überliefert, dies trifft auch auf die Geschichtsschreibung zu.
Die antike griechische Geschichtsschreibung war das Produkt eines sich länger hinziehenden Entwicklungsprozesses. Ihre Wurzeln liegen im Epos, der Entwicklung während der großen griechischen Kolonisation (8. bis 6. Jahrhundert v. Chr.), einschließlich der folgenden Entdeckungsfahrten und der damit einhergehenden Erweiterung der geographischen Kenntnisse, sowie in der durch die ionischen Naturphilosophen entwickelten rationalistischen Betrachtungsweise im 6. Jahrhundert v. Chr. Vorläufer der Geschichtsschreiber seit Herodot sind die sogenannten Logographen (ein in der modernen Forschung aus methodischen Gründen zunehmend abgelehnter Begriff, da er eine falsche Geschlossenheit suggeriert), zu denen unter anderem Hekataios von Milet, Pherekydes von Athen und Dionysios von Milet zählen. In der antiken Geschichtsschreibung lassen sich Wandlungsprozesse erkennen. Ist bei Herodot, dem „Vater der Geschichtsschreibung“, im 5. Jahrhundert v. Chr. noch Historisches teils stark mit Mythologischem verwoben, obwohl Herodot auch betont, dass die Handlungen der Menschen den Lauf der Geschichte bestimmen, so ist bei den meisten späteren Geschichtsschreibern überwiegend eine Beschreibung des Tatsächlichen, das heißt Historischen, zu erkennen, wobei nur gelegentlich Mythen bzw. religiöse Motive einfließen.
Wichtig sind die Anforderungen an die eigene Arbeit. Herodot nennt sein Geschichtswerk Historien, was im Sinne von Darlegung und Erkundung zu verstehen ist, und erwähnt wiederholt sein mündliches Forschen und Fragen. Er betont, dass er nur von Zusammenhängen berichte, die er selbst erforscht habe (Prooemium I. 15; II. 19, 118). Thukydides geht noch systematischer und, wie er selbst sagt, nach dem Grundsatz der Genauigkeit vor (Thuk. I. 22,2 f.), wobei sich diese Aussage offenbar auch gegen Herodot richtete. Thukydides beanspruchte, sein Werk als „Besitz für alle Zeit“ (ktéma eis aeí) anzusehen. Es bleibt festzuhalten, dass Herodot und Thukydides, deren Werke auf einem hohen literarischen Niveau verfasst sind, bis in die Spätantike zentrale Vorbilder für andere Geschichtsschreiber waren.
Herodots zentrales Thema in seinen neun Bücher umfassenden Historien, die im Prinzip eine Universalgeschichte darstellen, sind vor allem die Perserkriege, in deren Zusammenhang weite Teile der Bevölkerung des antiken Griechenlands eine Art von „Gemeinschaftsgefühl“ entwickelten, auch wenn Herodots Darstellung eines „Ost-West-Gegensatzes“ wohl nicht haltbar ist. Die Historien, veröffentlicht um 430 v. Chr., stellen eine neue literarische Gattung dar, in denen historische Ereignisse in Prosaform festgehalten werden; allerdings meinen einige Forscher, dass neben Herodot bereits andere historische Prosaautoren wirkten. Die Historien enthalten teils sehr wertvolle Informationen, vor allem in ethnographischer und geographischer Hinsicht in seinen zahlreichen Exkursen; teils berichtete Herodot, der sich wohl vor allem auf mündliche Überlieferungen stützte, aber auch recht unreflektiert. Aufgrund einiger Fehler ist der Wert Herodots in der modernen Forschung auch nicht unumstritten. Bisweilen wurde ihm in der modernen Forschung vorgeworfen, Berichte oder sogar seine Reisen erfunden zu haben, doch wird sein Werk insgesamt, trotz einer kritischeren Betrachtung, als literarisches Werk und als Quelle für die Perserkriege geschätzt.
Thukydides, der etwa 30 Jahre nach Herodot schrieb, kritisierte gerade die Methodik Herodots als unzureichend. Thukydides ist durch seine acht Bücher umfassenden und bis 411 v. Chr. reichenden Geschichte des Peloponnesischen Krieges bedeutend, mit welcher die Politische Geschichtsschreibung beginnt. Seine anspruchsvolle zeitgeschichtliche Abhandlung (anders als Herodot, der über Geschehnisse berichtete, die er selbst nicht miterlebt hatte) sollte einen „wissenschaftlichen“ Gegenpol zu Herodots Werk bilden. Thukydides, der als Triebfeder des menschlichen Handelns vor allem den Drang nach Macht auszumachen glaubte, war stark von der Sophistik beeinflusst und davon überzeugt, dass man alles Geschehene rational erklären kann (dies kommt auch in den stilisierten Reden in seinem Werk zum Ausdruck). Ihm gelang auch der Sprung zu einer gewissen „Verwissenschaftlichung“, indem er etwa strikt zwischen vorgeschobenen Anlässen und den (seiner Meinung nach) wahren Gründen für den Krieg zwischen Athen und Sparta unterschied und Wert auf eigene Nachforschungen legte. Diese Grundannahme, nach der die tatsächlichen Motive der Menschen stets verheimlicht würden, wurde für die europäische Geistesgeschichte wegweisend. Thukydides wird denn auch als der bedeutendste Historiker der Antike gerühmt, wenngleich sein Werk in mancher Hinsicht problematisch ist, da wir etwa seine Auswahlkriterien, nach denen er analysierte, nicht immer kennen, und da seine Vorgehensweise nicht zuletzt deshalb so modern erscheint, weil sein Werk das politische Denken in Europa seit seiner Wiederentdeckung in der Renaissance massiv beeinflusst hat.
Sein Fortsetzer Xenophon ist durch seine Anabasis oder den „Zug von Zehntausend“ griechischen Söldner in das Achämenidenreich bekannt (siehe Kyros der Jüngere). Mit seinem Werk Hellenika (Geschichte Griechenlands von 411 bis 362 v. Chr. in sieben Büchern) schloss er zeitlich an das Werk des Thukydides an und begründete damit eine antike historiografische Tradition (historia perpetua, also eine fortgeführte Zeitgeschichte). Xenophon stellt eine wichtige Quelle dar, doch erreichte er nicht das analytische Niveau des Thukydides, wie überhaupt mehrere modernen Forscher der Meinung sind, dass die griechische Geschichtsschreibung nach Thukydides qualitativ nachgelassen und erst Polybios sich wieder an den Maßstäben des Thukydides orientiert habe. Diese Position ist nicht unumstritten, da sie letztlich Wert- und Geschmacksurteile übernimmt, die bereits in der Antike verbreitet waren, lässt sich nach Ansicht ihrer Vertreter aber anhand der nachfolgenden Geschichtswerke belegen: Die nur fragmentarisch erhaltenen Werke des Ktesias von Knidos (Persika und Indika) beispielsweise, die in der Antike häufig gelesen wurden, beinhalten weitgehend unglaubhafte Episoden, wenngleich sein Werk in der neueren Forschung wieder stärker rezipiert wird (etwa hinsichtlich der Wahrnehmung des Orients durch die Griechen). Von den zahlreichen Werken, die an Thukydides oder dann Xenophon anschlossen bzw. die nachfolgende Zeit behandelten, sind nur Fragmente erhalten, was die Bewertung sehr erschwert. Zu nennen sind unter anderem die Hellenika Oxyrhynchia (deren Autor umstritten ist), die Werke des Theopompos, des Ephoros von Kyme, des Timaios von Tauromenion sowie des Dinon von Kolophon und des Herakleides von Kyme. Die beiden letzteren schrieben wie Ktesias Persika, also Geschichtswerke über Persien; ebenso entstanden (allerdings vor allem in späterer Zeit) Spezialschriften über Indien (Indiká).
Die Werke der unmittelbaren Alexanderhistoriker (Kallisthenes von Olynth, Anaximenes von Lampsakos, Aristobulos von Kassandreia, Kleitarchos und andere) sind bis auf einige Fragmente verloren gegangen. Hieronymos von Kardia verfasste nach dem Tod Alexanders außerdem eine zuverlässige Geschichte der frühen Diadochenzeit. In der Folgezeit entstanden mehrere weitere Werke (siehe unter anderem Duris von Samos, Demetrios von Kallatis, Phylarchos). Mehrere griechische Autoren behandelten auch die Vorgänge im Westen im 3./2. Jahrhundert v. Chr. (so Philinos von Akragas, Sosylos, Silenos von Kaleakte u. a.). Die allermeisten hellenistischen Geschichtswerke seit der Zeit Alexanders sind bis auf wenige Fragmente verloren gegangen. Mehrere dieser Werke wurden aber von späteren Geschichtsschreibern herangezogen. Dazu zählt etwa der im 1. Jahrhundert v. Chr. lebende Diodoros, der Inhalte aus zum großen Teil verloren gegangenen Werken (auch aus klassischer Zeit) sammelte und eine darauf beruhende Zusammenfassung in 40 Büchern bis etwa 55 v. Chr. anfertigte. Diese ist nicht immer zuverlässig und nicht vollständig überliefert, aber dennoch wertvoll, vor allem aufgrund der schlechten Quellenüberlieferung dieser Zeit.

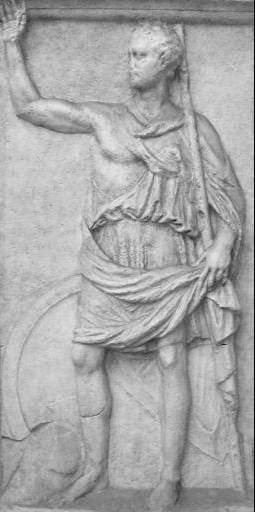
Polybios

Ein Grund dafür, dass von der Geschichtsschreibung zwischen Xenophon und Diodor so wenig erhalten ist, liegt im Klassizismus der Kaiserzeit begründet. Seit dem 1. Jahrhundert n. Chr. setzte sich in gebildeten Kreisen die Ansicht durch, die Literatur des Hellenismus sei weitgehend wertlos gewesen, was dazu führte, dass diese Werke im Verlauf des 2./3. Jahrhunderts nicht mehr kopiert wurden und zu großen Teilen in Vergessenheit gerieten. Kaiserzeitliche Autoren wie Arrian, der für seine Anabasis Alexandrou hellenistische Historiker auswertete, aber sprachlich eher dem Geschmack seiner Zeit entsprach, traten nur teilweise an ihre Stelle. Vor allem aufgrund des Gegenstandes seines Werkes bildete hier lediglich Polybios eine Ausnahme, der 167 v. Chr. als Geisel nach Rom kam und anschließend eine Geschichte vom Aufstieg Roms zur Weltmacht schrieb. In seinen 40 Büchern umfassenden Historien, die teilweise erhalten sind, behandelte er den Zeitraum von 264 bis 146 v. Chr. Polybios war wie Thukydides, an dem er sich orientierte, an einer möglichst exakten Wiedergabe der Ereignisse gelegen – und wie Thukydides ging Polybios dabei rational und systematisch, aber auch meinungsfreudig vor. Dabei maß er besonders der „Verfassung“ der römischen Republik einen besonderen Anteil an den Erfolgen Roms zu: Sie sei das Musterbeispiel einer Mischverfassung, die dem Gemeinwesen Stabilität verlieh. Polybios äußerte sich verächtlich über die meisten zeitgenössischen Geschichtsschreiber, denen er sich weit überlegen glaubte. Direkt an Polybios schloss Poseidonios an, der in seinem (nur fragmentarisch erhaltenen) Werk in 52 Büchern die Geschichte bis 79 v. Chr. schilderte.
In der nachfolgenden Zeit schrieben viele antike Historiker zwar in griechischer Sprache, lebten aber, nachdem Rom den Mittelmeerraum ab dem Jahr 30 v. Chr. vollständig kontrollierte, unter römischer Herrschaft. Sie werden daher im nachfolgenden Abschnitt behandelt.

### Rom und die römische Welt
Die römische Geschichtsschreibung setzte im Vergleich zur griechischen erst spät ein. Das erste römische Geschichtswerk, das Werk des Quintus Fabius Pictor (Ende des 3. Jahrhunderts v. Chr.), war auch noch in griechischer Sprache verfasst; umstritten ist, ob er sich deshalb auch an ein vornehmlich nichtrömisches Publikum wandte, wie man früher allgemein annahm. Marcus Porcius Cato der Ältere schrieb im 2. Jahrhundert v. Chr. mit seinen weitgehend verlorenen Origines das erste historische Prosawerk in lateinischer Sprache. Besonders bedeutende Vertreter der lateinischen Geschichtsschreibung sind Gaius Sallustius Crispus, Titus Livius, Gaius Iulius Caesar (der seine eigenen Taten darstellte), Velleius Paterculus, Quintus Curtius Rufus, Tacitus, Gaius Suetonius Tranquillus (kein Historiker im engeren Sinne, dessen Biografien aber von Wert sind) und schließlich Ammianus Marcellinus. Von vielen weiteren römischen Geschichtsschreibern sind nur Werktitel oder Fragmente bekannt.
Im Lateinischen tritt das Lehnwort Historia auf, das im Unterschied zur vorangegangenen Annalistik eine tiefere, Zusammenhänge erfassende (zeit)geschichtliche Darstellung bezeichnet und sich ausdrücklich in die Tradition der griechischen Historiographie mit ihren Regeln und Besonderheiten stellt. Der hauptsächlich zeitgeschichtliche Charakter der lateinischen Historiae, im Gegensatz zu den Annales (die die entferntere Vergangenheit behandelten), wurde bereits in der Antike festgestellt. Verfasser von Historiae waren unter anderem Sempronius Asellio (160–90 v. Chr.), Lucius Cornelius Sisenna (gest. 67 v. Chr.), Gaius Sallustius Crispus (86–34 v. Chr.), Gaius Asinius Pollio (76 v. Chr.–5 n. Chr.) und Cornelius Tacitus (ca. 58–ca. 120 n. Chr.). Bis zum Ende der Republik war Geschichtsschreibung in Rom vornehmlich eine Tätigkeit, die von Senatoren wahrgenommen wurde und die daher auch eine pro-senatorische Tendenz hatte (siehe Senatorische Geschichtsschreibung). Und auch in der Kaiserzeit entstanden viele Werke mit pro-senatorischer Prägung, wenngleich die veränderten Zeitumstände anfangs teils zur Vernichtung von einzelnen Werken führten, die den Kaisern missfielen (siehe Aulus Cremutius Cordus und Titus Labienus). Besonders in den Werken des Tacitus ist noch einmal die Bezugnahme auf die verlorene „republikanische Freiheit“ greifbar (siehe unten). Nach ihm fand man sich zwar endgültig mit der Monarchie ab, doch noch in der Spätantike schrieben viele Historiker aus der Perspektive der Senatsaristokratie und übten „Kaiserkritik“.
Gaius Iulius Caesar beschrieb mit den Commentarii seinen eigenen Krieg in Gallien. Obwohl es im Grunde ein Rechenschaftsbericht Caesars ist und seine Sicht der Dinge darstellt, wobei er seine Leistungen indirekt hervorhob, sind der sachlich-knappe Stil und die Anschaulichkeit des Werks bemerkenswert. Ebenso ist uns sein Werk über den Bürgerkrieg erhalten, das noch stärker legitimatorischen Charakter hat und von zweiter Hand fortgesetzt wurde. Außerdem ist noch Sallust zu nennen, der unter anderem über den Jugurthinischen Krieg und die Catilinarische Verschwörung berichtete, dessen Historien jedoch nur fragmentarisch erhalten sind. Dennoch hat sich das stark von Thukydides beeinflusste Geschichtsverständnis Sallusts (was etwa eine eher psychologisch-moralische Betrachtungsweise betrifft) auf mehrere spätere Geschichtsschreiber ausgewirkt. Das Werk des Gaius Asinius Pollio, der den Bürgerkrieg zur Zeit Caesars schilderte und diesen wohl zu korrigieren versuchte, ist nicht erhalten, wurde aber von späteren Historikern (u. a. Appian) benutzt.
Titus Livius verfasste zur Zeit des Augustus ein monumentales, 142 Bücher umfassendes Geschichtswerk über die Stadt Rom. Das bedeutende Werk ist jedoch nur sehr unvollständig überliefert. Livius begann mit seiner Schilderung bei der sagenhaften Gründung im Jahre 753 v. Chr. (die aber ansonsten nicht belegt ist) und behandelte die Zeit bis zum Jahr 9 v. Chr. Er hat sich auf zahlreiche (teils verlorene) Werke, so für weite Strecken zum Beispiel stark auf den bereits erwähnten Polybios, gestützt. Erhaltene Werkteile des Livius reichen nur bis in die Mitte des 2. vorchristlichen Jahrhunderts, wenngleich vom Rest zumeist Inhaltsangaben (Periochae) erhalten sind.
Tacitus, der wohl größte römische Historiker, schrieb Ende des 1. Jahrhunderts n. Chr. die Germania (kein Geschichtswerk im engeren Sinne) sowie zu Beginn des 2. Jahrhunderts eine etwa zur Hälfte erhalten gebliebene Geschichte der Kaiser (Annalen von 14 bis in das Jahr 69 und die Historien, die den Zeitraum von 69 bis 96 abdeckten). Seine Kaisergeschichte (in den Annalen und Historien) ist stilistisch und intellektuell der Höhepunkt der römischen Geschichtsschreibung. Tacitus gab sich aber auch stark republikanisch gesinnt und verurteilte den Prinzipat als das Ende der alten (adligen) republikanischen Freiheiten, wenngleich ihm klar war, dass die Republik unwiederbringlich verloren war. Sein Motto sine ira et studio ist oft als Bekenntnis zur Objektivität missverstanden worden; tatsächlich wollte Tacitus nur betonen, dass er für seine durchaus subjektive Bewertung der Ereignisse keine eigennützigen Motive wie Rache oder Schmeichelei habe. Daher wurde er seiner Maxime auch nicht untreu, indem er seine Kritik indirekt ausdrückte und seine Interpretationen in die Darstellung einfließen ließ. Seine Sicht der Dinge hat auch die moderne Forschung teils stark beeinflusst (siehe etwa Ronald Syme), wobei aber gleichzeitig viele seiner Urteile oft nicht mehr geteilt werden, wie etwa seine äußerst negative Sicht des Tiberius. Verloren sind hingegen die Geschichtswerke des älteren Plinius, des Aufidius Bassus und des Servilius Nonianus sowie andere, wenngleich mehrere dieser Werke von Tacitus benutzt wurden.
Uns stehen des Weiteren die (knappe und nicht vollständige) Römische Geschichte des Velleius Paterculus (aus der Zeit des Tiberius) sowie die Kaiserbiografien Suetons aus dem 2. Jahrhundert zur Verfügung (von Augustus bis Domitian, wobei er auch Caesar mitbehandelte, der aber nicht zu den römischen Kaisern gezählt wird). Suetons Kaiserbiografien enthalten neben allerlei Klatsch auch viele wertvolle Informationen, da Sueton teilweise Zugriff auf gute Quellen hatte. Suetons biografische Darstellungsweise gehörte im Grunde gar nicht dem Genre Historiographie an, wenngleich sich Geschichtsschreibung und biografische Darstellung teilweise immer mehr annäherten (so bei Tacitus in den Annalen oder andererseits in Plutarchs Biografien). Die populäre biografische Darstellungsform übte in der folgenden Zeit einen enormen Einfluss auf die lateinische Geschichtsschreibung aus, was zur Folge hatte, dass die römische Geschichtsschreibung in lateinischer Sprache vom 2. bis zum 4. Jahrhundert offenbar stark verflachte (siehe Breviarium). So schrieb im frühen 3. Jahrhundert Marius Maximus römische Kaiserbiographien, die zwar verloren sind, aber offenbar populär waren. Erst Ammianus Marcellinus (siehe unten) verfasste wieder ein anspruchsvolles Geschichtswerk in lateinischer Sprache, das den traditionellen Genreregeln gehorchte.
Die griechischsprachige Geschichtsschreibung im Imperium Romanum war von dieser Entwicklung nicht betroffen. In der römischen Kaiserzeit schrieben bedeutende Geschichtsschreiber weiterhin in griechischer Sprache, so unter Augustus Dionysios von Halikarnassos und im 2. Jahrhundert Appian und Arrian. Während Appian eine Römische Geschichte in 24 Büchern verfasste und dafür mehrere wertvolle, heute verlorene Quellen heranzog (unter anderem Asinius Pollio und wohl auch Timagenes von Alexandria), beschrieb Arrian den Feldzug Alexanders des Großen. Dabei stützte Arrian sich auf gute Quellen und hat uns damit, da von den zeitgenössischen Alexanderhistorikern höchstens Fragmente erhalten sind, die genaueste Darstellung des Alexanderzugs überliefert. Ebenso verfasste Arrian noch einige andere, heute weitgehend verlorene Geschichtswerke, etwa eine Diadochengeschichte und eine Parthergeschichte (Werke anderer Autoren mit dem Titel Parthika, in denen vor allem die Partherkriege behandelt wurden, sind ebenfalls verloren). Zu nennen sind des Weiteren die beiden bedeutenden Geschichtsschreiber Nikolaos von Damaskus (zur Zeit des Augustus) und Flavius Josephus (der jüdischer Abstammung war und Mitte/Ende des 1. Jahrhunderts wirkte), die beide in griechischer Sprache schrieben.
Die einzige, mehr oder weniger vollständig erhaltene Alexandergeschichte in lateinischer Sprache stellt das Werk des Quintus Curtius Rufus dar. Zu nennen ist auch Marcus Iunianus Iustinus, der in Latein eine Kurzfassung des umfassenderen (und nicht erhaltenen) Geschichtswerks des Pompeius Trogus verfasste.
Bedeutsam ist daneben Plutarch (Ende des 1. Jahrhunderts n. Chr.), dessen historische Biografien zwar ebenso wie jene Suetons nicht direkt zum literarischen Genre der Geschichtsschreibung gezählt werden können, sich aber in der Antike und danach großer Beliebtheit erfreuten. Lukian von Samosata verfasste um 170 n. Chr. eine satirische Schrift, die den Manierismus der zeitgenössischen griechischen Historiographen verspottet (Wie man Geschichte schreiben soll).
Des Weiteren existieren nur wenige erzählende Quellen bzw. nur fragmentarisch erhaltene Werke über die römische Kaiserzeit bis zum Anbruch der Spätantike. Am wichtigsten ist dabei Cassius Dio, ein römischer Senator aus dem griechischen Osten des Reiches; er verfasste in der Severerzeit (um 200 n. Chr.) eine umfassende griechischsprachige, nur teilweise erhaltene Geschichte Roms von den Anfängen bis in seine Zeit in 80 Büchern. Dabei hat er sich wohl auf zuverlässige Quellen gestützt. Beachtenswert ist seine Stilisierung der Zeit der Adoptivkaiser als einer vermeintlich goldenen Zeit Roms; seine Wertung wurde auch von vielen modernen Historikern übernommen und wird erst in jüngster Zeit verstärkt hinterfragt. Wie Tacitus schilderte auch Cassius Dio das Geschehen von einem dezidiert pro-senatorischen Standpunkt aus. Um die Mitte des 3. Jahrhunderts schrieb auch Herodian eine römische Kaisergeschichte über die Jahre 180 bis 238 (ebenfalls auf Griechisch), die vollständig erhalten, aber nicht immer zuverlässig ist und zudem teilweise stark von Dio abhängt.

### Spätantike
Für die Zeit der Reichskrise des 3. Jahrhunderts stehen nur wenige griechisch-römische Quellen zur Verfügung, obwohl die zeitgenössische (griechischsprachige) Historiographie wohl recht reichhaltig gewesen ist. Von Fragmenten wie denen des Publius Herennius Dexippus abgesehen (von dessen Werken zumindest einige längere Fragmente erhalten sind), sind die Werke dieser Zeit jedoch verloren gegangen, so etwa die Geschichtswerke des Asinius Quadratus, des Nikostratos von Trapezunt, des Philostratos von Athen, des jüngeren Ephoros und eines gewissen Eusebios.
Im frühen 4. Jahrhundert verfasste Praxagoras von Athen drei historische Werke, die aber (bis auf eine Zusammenfassung seiner Konstantinbiographie) nicht erhalten sind. Für das spätere 4. Jahrhundert hingegen ist uns noch einmal ein großes Geschichtswerk überliefert, das zugleich weitgehend zuverlässig und stilistisch gelungen ist: Die Res Gestae des Ammianus Marcellinus, der, obwohl selbst Grieche, in lateinischer Sprache schrieb. Ammianus’ Reichsgeschichte stellt unter den erhaltenen Werken das letzte große lateinische Geschichtswerk der Antike dar. Ammianus hatte an Tacitus angeknüpft, doch sind uns die Bücher 1 bis 13 seines Werks nicht überliefert. Die restlichen Bücher (14 bis 31) berichten dafür umso detaillierter und insgesamt sehr zuverlässig über die Ereignisse zwischen 353 und 378. Das Werk entstand um 395, stellt eine der wichtigsten Quellen für die Zeit der Spätantike dar und kann sich durchaus mit anderen klassischen Werken messen.
Demgegenüber ist die so genannte Historia Augusta, das wohl umstrittenste „Geschichtswerk“ der Antike, eine oft sehr unzuverlässige Quelle, geschrieben von einem spätantiken, nicht-christlichen Autor, vermutlich gegen Ende des 4. Jahrhunderts. Allerdings bezieht die Historia Augusta teils das verlorene Werk des Marius Maximus und wohl auch die sogenannte Enmannsche Kaisergeschichte ein, womit die Kaiserviten zumindest bis in die Zeit Elagabals manch wertvolle Information bieten, in vielen anderen Bereichen aber auch schlicht Erfundenes berichten. Streng genommen ist die Historia Augusta zudem nicht dem Genre Historiographie, sondern dem der Biographie zuzuordnen und unterliegt daher anderen Regeln.
Prominent wurde bereits vor Ammianus und der Historia Augusta die so genannte Breviarienliteratur, vertreten durch Aurelius Victor, Eutropius und die Epitome de Caesaribus. Unter diesen kann nur das Werk des Aurelius Victor (um 360) trotz seiner Kürze als sprachlich und intellektuell anspruchsvoll gelten. Offenbar traf die Lektüre längerer lateinischer Werke nicht mehr den Zeitgeschmack, und ebenso konnten wohl umfassende Geschichtskenntnisse nicht mehr vorausgesetzt werden. Die bereits erwähnte Enmannsche Kaisergeschichte (siehe auch Eusebius von Nantes) diente dabei offenbar als die wichtigste Vorlage. Zudem wurden nun in West und Ost Chroniken populär, die knapp, in einfachster Sprache und nach Jahren geordnet über die Vergangenheit berichteten. Verloren ist unter anderem auch eine Weltchronik des Helikonios von Byzanz.
Ein Steinbruch für die heute großteils verlorene griechische Geschichtsschreibung des 4. Jahrhunderts (so sind unter anderem alle Darstellungen zum Perserkrieg Julians verlorengegangen, siehe Magnus von Karrhai und Seleukos von Emesa) ist die Neue Geschichte des bekennenden Heiden Zosimos (um 500), welche stark subjektiv gefärbt ist und weitgehend auf dem verlorenen Werk des Eunapios von Sardes sowie weiterer älterer Autoren beruht. Es behandelt die Zeit bis 410. Die sehr bedeutenden griechischen Geschichtswerke des Olympiodoros von Theben und des Priskos, die als Zeitgenossen das 5. Jahrhundert behandelten, waren offenbar umfangreich und anspruchsvoll gestaltet, sind aber nur noch fragmentarisch erhalten. Wie die meisten spätantiken Historiker standen sie in der klassizistischen Tradition und waren bemüht, ihre Werke in enger stilistischen Anlehnung an Herodot und Thukydides zu verfassen und ein entsprechendes Vokabular zu verwenden, was teilweise zu (gewollten) Anachronismen führte. Ihre Werke wurden noch von späteren Autoren benutzt, so Olympiodoros nachweislich von Zosimos und sogar einigen Kirchenhistorikern. Ebenfalls bis auf wenige Fragmente verloren sind die Geschichtswerke des Malchus von Philadelphia, des Candidus und des Eustathios von Epiphaneia. Die erhaltenen Passagen belegen, dass die Tradition der antiken Historiographie zumindest in Ostrom weiterhin blühte.
Erst das Werk des Prokopios von Caesarea (Prokop), der um die Mitte des 6. Jahrhunderts auf hohem Niveau eine acht Bücher umfassende Geschichte der Kriege des oströmischen Kaisers Justinian I. in griechischer Sprache schrieb, ist von den Werken der spätantiken klassizistischen Autoren wieder vollständig erhalten. Prokopios verfasste daneben auch eine Geschichte der Bauten des Kaisers und eine – allerdings erst nach seinem Tod veröffentlichte – sogenannte „Geheimgeschichte“, eine Schmähschrift, in der zugleich eine Fülle von Argumenten für eine zu Justinian fundamental oppositionelle Haltung zusammengestellt ist. Prokopios gilt gemeinhin als der letzte antike Geschichtsschreiber von Rang.
Oft liest man, im Westen des Imperium Romanum sei bereits im 5. Jahrhundert die antik-historiographische Tradition erloschen. Allerdings ist es zutreffender, dass die damals durchaus entstandenen lateinischen Geschichtswerke fast spurlos verschwunden sind: Ende des 4. und Anfang des 5. Jahrhunderts verfassten Virius Nicomachus Flavianus und Sulpicius Alexander große Geschichtswerke, und um die Mitte des 5. Jahrhunderts schrieb Renatus Profuturus Frigeridus Zeitgeschichte. Von diesen Werken sind uns aber nur dürftigste Ausschnitte überliefert, das Werk des Nicomachus Flavianus ist sogar nur dem Namen nach bekannt. Auch die Römische Geschichte in sieben Büchern, die um 520 der hochgebildete Senator Quintus Aurelius Memmius Symmachus veröffentlichte, ist praktisch spurlos verloren wie einige andere Werke, darunter die historiola des Maximus von Saragossa und des Secundus von Trient. Dennoch: Erst als nach 550 die weströmische Nobilität als Träger klassischer Bildungstradition unterging, erlosch im Westen auch die antike Geschichtsschreibung.
Im Oströmischen Reich wurden sogar noch bis ins 7. Jahrhundert derartige Geschichtswerke verfasst. Beispiele für die im Osten lebendig gebliebene antike historiographische Tradition sind Agathias (der an Prokopios anschloss), Menander Protektor (bedeutend, aber großteils verloren) sowie schließlich Theophylaktos Simokates. In Ostrom hat auch Jordanes um 552 seine lateinische „Gotengeschichte“ verfasst. Bedeutend waren im 5. und 6. Jahrhundert zudem weiterhin die zahlreichen spätantiken Chroniken, die sowohl im Westen (Prosper Tiro von Aquitanien, Hydatius von Aquae Flaviae) als auch im Osten (Marcellinus Comes, Johannes Malalas und das Chronicon Paschale) entstanden. Bis auf wenige Fragmente verloren sind hingegen die Historien des Petros Patrikios (siehe auch Anonymus post Dionem und Leoquelle) sowie die Geschichtswerke des Theophanes von Byzanz und des Johannes von Epiphaneia, die alle im 6. Jahrhundert schrieben. Nach Theophylaktos (um 630) wich die Historiographie dann nach einer anschließenden Krisenphase, in der auch in Ostrom kaum noch literarische Werke entstanden, endgültig einer neuen Form, die stärker christlich geprägt war (siehe Byzantinische Geschichtsschreibung).
Im Bereich der spätantiken Kirchengeschichten sind besonders die griechischen Werke des Eusebius von Caesarea (des „Vaters der Kirchengeschichtsschreibung“), Theodorets, des Sokrates Scholastikos, des Sozomenos, des Philostorgios und des Euagrios Scholastikos zu nennen, die der Profangeschichte zunehmend breiten Raum zugestanden und teilweise wichtige Informationen enthalten.
Weniger bekannt, aber dennoch teils von großem Wert, sind auch syrische – wie beispielsweise die Kirchengeschichte des Johannes von Ephesos, die Chronik des Josua Stylites sowie der Anonymus Guidi – und armenische Werke (Sebeos).
Einen Überblick zu allen bekannten spätantiken Geschichtswerken bietet neuerdings die Online-Datenbank Clavis Historicorum Antiquitatis Posterioris (CHAP).

## Bibel und Patristik
Das Alte Testament kennt den Begriff „Historie“ nicht und folglich auch nicht den „erforschenden“ Charakter der Geschichtsschreibung. Der Ausdruck für „Chronik“ ist dibre ha-jamin, d. h. Die Ereignisse der Tage. Die erzählenden Schriften des Alten Testaments heißen ketubim, das Geschriebene (dazu siehe auch Tanach). Auch im Neuen Testament, ursprünglich verfasst in altgriechischer Sprache, fehlt ein Wort für den Geschichtsbegriff in heutigem Verständnis.
Eine besondere literarische Form bilden die Evangelien und die Apostelgeschichte des Neuen Testaments. Gerade Lukas erweckt in seiner Vorrede zu seinem Evangelium auf den ersten Blick den Anschein, ein Werk der Geschichtsschreibung verfassen zu wollen, und so wird der Text auch im Zusammenhang mit der Apostelgeschichte missverstanden. Doch keiner der Evangelisten sah sich als Historiker. Lukas’ Absicht war nicht die Dokumentation vergangener Ereignisse, er wollte vielmehr die Wahrheit und Überzeugungskraft der verkündeten Lehre aufzeigen. Andernfalls hätte sein sorgfältiges Nachgehen von Anfang an keine Kindheitsgeschichte zulassen können.
Eher kann die Apostelgeschichte als Geschichtsschreibung betrachtet werden, wenn man berücksichtigt, dass der Verfasser in der antiken griechischen Tradition steht. Es kam ihm nicht auf die aufbewahrende Darstellung historischer Fakten an, sondern auf ein didaktisches Ziel, das mit Hilfe einer daraufhin geformten Darstellung von Ereignissen erreicht werden sollte. Im vorliegenden Fall wird die Ausbreitung des christlichen Glaubens bis nach Rom als Gottes Plan dargestellt.
In der frühen Kirche wirkte sich die Parusieverzögerung auch auf die Geschichtsschreibung aus. Die Patristik beginnt, die Zeit zwischen Jesu Tod und seiner Wiederkunft als eine Zeit der Entwicklung und des Wachstums zu einem Ende hin zu deuten. Schon der 1. Clemensbrief entwickelt den Gedanken einer Reifezeit. Diese Reife- und Erziehungszeit wird in Perioden parallel zur Schöpfung der Welt innerhalb von sieben Tagen eingeteilt. So werden im Barnabasbrief die sieben Schöpfungstage auf die Weltgeschichte bezogen: Sechs Jahrtausende sind bereits vergangen, das siebte Millennium sei durch Jesus eingeleitet worden. Mit dem achten Tag werde die neue Welt beginnen. Daneben steht die Vier-Reiche-Lehre, die auf Daniel zurückzuführen ist.
Die Geschichtsschreibung der Patristik unternimmt den Versuch, Voraussagen über die Zukunft zu machen. Sie vertritt einen Glauben an die Wiederkunft Christi und seine tausendjährige Herrschaft auf Erden, also einen Chiliasmus in seiner prämillenaristischen Spielart. Die Wiederkunft und das Jüngste Gericht wurden für das Jahr 1000 vorausgesagt.
Die Kirchengeschichtsschreibung diente zunächst der Apologie: Die bruchlose Sukzession der Bischöfe sollte die Reinheit der Lehre beweisen, weil die Häretiker eine solche Kontinuität nicht aufweisen konnten. Diese Auffassung vertraten Clemens von Rom, Tertullian und Irenäus von Lyon. Aus dem gleichen Grund unternahm es Eusebius von Caesarea, nach den Vorarbeiten von Sextus Iulius Africanus, die profane Chronographie mit der Heilsgeschichte zu verbinden und so eine christliche Weltgeschichte, das Chronikon zu verfassen. In seiner späteren Historia ecclesiastica schrieb er, dass er als erster bemüht gewesen sei, die vorliegenden Bruchstücke früherer Autoren wie Blumen auf den Fluren des Geistes zu sammeln und in historischer Darstellung zusammenzufügen (Patrologiae cursus completus, Series I: Ecclesia Graeca 20, 51). Das Werk beginnt mit dem uranfänglichen Logos, widmet sich dann den auf Christus hinverweisenden Zeichen und berichtet, dass die Menschheit zur Zeit des Römischen Reiches würdig gewesen sei, den Logos zu empfangen und endet mit der Regierung Konstantins, unter der sich die Kirche erstmals frei entfalten konnte.
Auf Veranlassung des Augustinus von Hippo schrieb Orosius seine historia contra paganos (Geschichte gegen die Heiden). Der historische Stoff wird detaillierter geschildert und zudem nach dem Vorbild Eusebs in das Schema der vier Weltreiche gebracht, wobei das Imperium Romanum das letzte der Endzeit gewesen sei. Nach dem Untergang des römischen Reiches wird das Endreich als von den Römern auf die Germanen übergegangen (translatio imperii) gedacht. Der heilsgeschichtliche Rahmen bleibt weitgehend bestimmend, wenn er auch allmählich in den Hintergrund tritt.
Diese Art der Geschichtsschreibung beruht auf einem transzendenten Ordnungsschema. Obwohl die Autoren betonen, das vorgefundene Material kritisch überprüft zu haben, werden dieser vorgegebenen Ordnung die Fakten untergeordnet. Auswahl und Gewichtung der Darstellung ergeben sich aus dem Primat der Religion. Eine davon unabhängige Geschichtsschreibung, wie sie in der Antike in Ansätzen entwickelt worden ist, wird bedeutungslos.

## Europäisches Mittelalter
Die Geschichte als Wissenschaft nahm keinen besonderen Platz im Kanon der artes liberales ein. Augustinus von Hippo und Isidor von Sevilla siedelten die Geschichte bei der Grammatik an. Die Grammatik diene dazu, die Quellen zu verstehen und helfe dabei, sich das Geschehene zu vergegenwärtigen.
Die Geschichtsschreibung des Mittelalters unterschied sich erheblich von der antiken Historiographie, auch wenn sie an die spätantike Tradition anknüpfte, die das römische Reich als das letzte Weltreich der Geschichte verstanden hatte. Die Geschichtskonzeption bezog sich, wie schon die der Patristik, auf die eschatologische Erwartung des Jüngsten Gerichts, war damit endlich und stand unter dem Einfluss Gottes.
Wichtig für das Verständnis der mittelalterlichen Historiographie ist das Geschichtsverständnis des Isidor von Sevilla im 7. Jahrhundert. Demnach musste der Geschichtsschreiber die Wahrheit berichten und sich auf vergangene Ereignisse beziehen. Ebenso ging es darum, Einblick in den göttlichen Heilsplan zu erhalten bzw. ihn zu verstehen. Er unterschied zwischen Ephemeriden (Tagebüchern), Kalendarien (Berichte, die einige Monate umfassen) und Annalen (Berichte über mehrere Jahre). Die Historia umfasste den Zeitraum vieler Jahre.
Die mittelalterliche Rhetorik verlangte den wahrheitsgetreuen Bericht über seinen Gegenstand, die notitia rerum. Der Anspruch der Rhetorik an die Historia zeigt sich in den Begriffen vera, brevis, dilucida, probabilis (wahr, kurz, deutlich, plausibel). Der Forderung nach Plausibilität wurde entsprochen, wenn die Umstände angegeben und ein sinnvolles Ganzes, gegebenenfalls durch die Annäherung unterschiedlicher Informationen, erstellt wurde. Beda Venerabilis hielt es im ersten Drittel des 8. Jahrhunderts für das wahre Gesetz der Geschichtsschreibung, das allgemein bekannte Erzählgut (fama) zu sammeln und der Nachwelt zur Unterrichtung weiterzugeben. Andere legten Wert auf die Unterscheidung zwischen dem Gerücht und der gesicherten Nachricht, zum Beispiel Rudolf von Fulda im 9. Jahrhundert.
Standen am Anfang auch oft Volkserzählungen, beispielsweise der Franken, Goten und Angelsachsen, im Mittelpunkt, kamen bald auch die Tatenberichte der Päpste hinzu. Durch die Karolingische Renaissance wurde der Blick für die Antike wieder geschärft.
Haupttypen der Geschichtsschreibung waren Biografien, Annalen, Chroniken und Tatenberichte, wobei die Unterschiede teilweise fließend waren. Gregor von Tours verfasste mit seinen Historiae eine christliche Universalgeschichte, die in den letzten Büchern eine ausführliche Zeitgeschichte und eine wertvolle Quelle zur Geschichte Galliens im 6. Jahrhundert darstellt. Als Chronisten traten beispielsweise Pseudo-Fredegar, Thietmar von Merseburg, Otto von St. Blasien und Matthias von Neuenburg hervor, die in lateinischer Sprache schrieben. Annalen wurden bereits in karolingischer Zeit verfasst, zu nennen sind unter anderem die Reichsannalen und die Metzer Annalen; Lampert von Hersfeld verfasste im 11. Jahrhundert ebenfalls auf Latein geschichtliche Annalen, um nur einige Beispiele zu nennen. Zunächst waren es vornehmlich Mönche oder Geistliche (teilweise am Hofe), die durch die Kenntnis der Schrift diese Quellen abfassten.
In Skandinavien kam die Zeit der Isländersagas, deren Hauptvertreter Snorri Sturluson war. Er baute zum großen Teil auf bereits vorhandenen Aufzeichnungen auf. Bedeutende Aufschlüsse ergeben auch die Annálar, die in den Skriptorien der Bischofssitze, aber auch auf verschiedenen isländischen Bauernhöfen abgefasst wurden. Im Osten ist es die Nestorchronik, die wesentliche Aufschlüsse über die Reichsbildung der Rus überliefert.
Laut Hugo von St. Viktor (um 1128) ist eine wesentliche Voraussetzung für die Geschichtsschreibung die Prüfung der Tatsachen in Bezug auf die Zeit, den Ort und die beteiligten Personen. Die Schilderung soll den Gang der Zeiten in einem kontinuierlichen Zusammenhang darstellen. Hugo sowie vor ihm Einhard und Regino von Prüm betonten, dass die Auswahl des Stoffes nach der Wichtigkeit und Würdigkeit der Ereignisse oder Personen sowie nach seiner Eignung, lehrreiche Beispiele (Exempla) für ein gelungenes Leben zu bilden, vorgenommen werden müsse.
Durch die Kreuzzüge wurde der geographische Horizont erweitert. Wichtige Chronisten für diese Zeit sind unter anderem Fulcher von Chartres und Wilhelm von Tyrus. Im Hochmittelalter erfreuten sich im römisch-deutschen Reich vor allem die Weltchroniken großer Beliebtheit, die das Heilige Römische Reich mit dem Imperium Romanum gleichsetzten und es wie Bischof Otto von Freisings Chronica sive Historia de duabus civitatibus im Sinne der stauferfreundlichen Propaganda in den göttlichen Heilsplan einordnete. Der Geschichtstheologe Joachim von Fiore legte im 12. Jahrhundert insbesondere biblische Exegesen vor und bezog sie auf die zukünftige Heilsgeschichte.
Im 13. Jahrhundert wurde eine große Menge des historischen Materials zusammengestellt. Lange blieb die schematische und trockene Chronik des Martin von Troppau Hauptquelle der Geschichtskenntnis. Später traten Historiker wie Jean Froissart, Giovanni Villani, Matteo Villani, Matthäus Paris, Salimbene von Parma und andere hervor, die überwiegend aus dem weltlichen Bereich stammten.
Im Spätmittelalter machte sich die Hinwendung der Humanisten zur Antike bemerkbar, die mit dem Versuch verbunden war, religiöse Geschichte und weltliche Geschichte zu trennen. Zudem werden immer mehr Werke in den jeweiligen Volkssprachen verfasst.
Auch die Geschichtsschreibung der Städte gewann im Spätmittelalter in Form von Chroniken an Bedeutung, zumal Stadtregierungen in der Darstellung ihrer Geschichte einen politischen Nutzen zu erkennen begannen. Die Wahrheit des Dargestellten versuchten solche Geschichtswerke dadurch zu unterstreichen, dass sie genaue Datierungen enthielten, die sich auf die Autorität der Altvorderen, die als Augenzeugen des Geschehens angeführt wurden, sowie auf Schriftstücke in den Archiven stützten. Die Beteiligung von Ratsherren ging bis hin zur Endkorrektur von Stadtchroniken durch den Rat und verlieh dieser Geschichtsschreibung einen amtlichen Charakter.
Nicht unerwähnt bleiben soll der Venetianer Marco Polo, der als der erste Reiseberichterstatter gilt. Die Authentizität seiner Beschreibungen bleibt bis heute allerdings umstritten.

## Oströmische Geschichtsschreibung
Anders als im mittelalterlichen lateinischen Westen war im byzantinischen Kaiserreich die weltliche Elite des Lesens und Schreibens in der Regel mächtig: Es liegen byzantinische Quellen vor, die nicht von Geistlichen verfasst wurden. Mit dem weitgehenden Zusammenbruch des Oströmischen Reiches im 7. Jahrhundert erlosch allerdings die antike Historiographie: Für die Zeit von der Mitte des 7. bis ins 9. Jahrhundert existieren nur sehr wenige, vor allem von Geistlichen erstellte Quellen (vgl. besonders Theophanes). Erst im späten 9. Jahrhundert, als sich das gewandelte Reich wieder konsolidiert hatte, kam es zu einer Wiederbelebung antiker Gelehrsamkeit. Insbesondere Prokop diente dabei als ein wichtiges Vorbild für die byzantinischen Geschichtsschreiber.
Im 12. Jahrhundert verfasste Anna Komnena, die Tochter Kaiser Alexios I., eine Geschichte ihres Vaters in ihrer Gefangenschaft unter Kaiser Manuel I. Wichtig ist diese Quelle als Zeugnis für den Ersten Kreuzzug. Sie schildert die Ankunft der Lateiner in Konstantinopel, die Probleme während ihres dortigen Aufenthaltes und die Lösungen, die ihr Vater fand. In dieser Abhandlung verherrlicht die Tochter ihren Vater und beschreibt die als Franken bezeichneten Lateiner. Darüber hinaus existieren unter anderem teils sehr umfangreiche Werke von Johannes Zonaras, Johannes Kinnamos, Michael Psellos, Niketas Choniates, Nikephoros Gregoras und Georgios Sphrantzes.

## Frühe Neuzeit

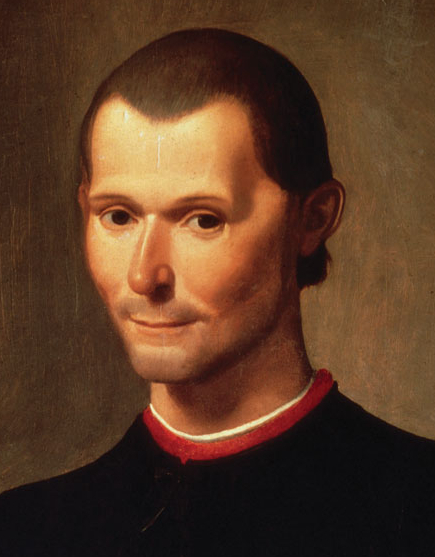
Niccoló Machiavelli

Das besondere Interesse an Kunst und Wissenschaft der Antike gab der Geschichtswissenschaft ab dem 15. Jh. einen neuen Stellenwert. Sie wurde zu einer Disziplin, die neben der Dokumentation von Ereignissen, Rhetorik und Poesie umfassen und zur sittlichen Festigung des Menschen anhand von Beispielen aus der Antike beitragen sollte. Die profane Historiographie löste sich aus der Sichtweise der Kirche. Niccolò Machiavelli entwickelte Anfang des 16. Jahrhunderts hingegen eine Geschichtsschreibung, die sich nicht mit moralischen Fragen beschäftigte, sondern vielmehr aus pragmatischer Sicht die machtpolitischen Instrumente zur Erhaltung und Festigung der jeweiligen Herrschaftsform beschrieb und die Ursachen der Zwietracht zwischen den Völkern aufzeigen wollte.
Auch die Reformatoren schätzten die Bedeutung der Geschichtskenntnis hoch ein. Sie griffen jedoch wiederum auf die Religion zur moralischen Unterweisung zurück, die durch historische Beispiele belegt werden soll. Nach Luther und Melanchthon soll die Geschichte „Gottes Werk, das ist Gnad und Zorn beschreiben“. Allerdings ist bei Luther eine entscheidende Akzentverschiebung gegenüber der mittelalterlichen Geschichtsschreibung zu beobachten: Gottes Macht war demnach nirgends unmittelbar sichtbar, da sie in „Larven und Mummerei“ verborgen „wunderlich regiert“ und nur den Gläubigen erkennbar sei.

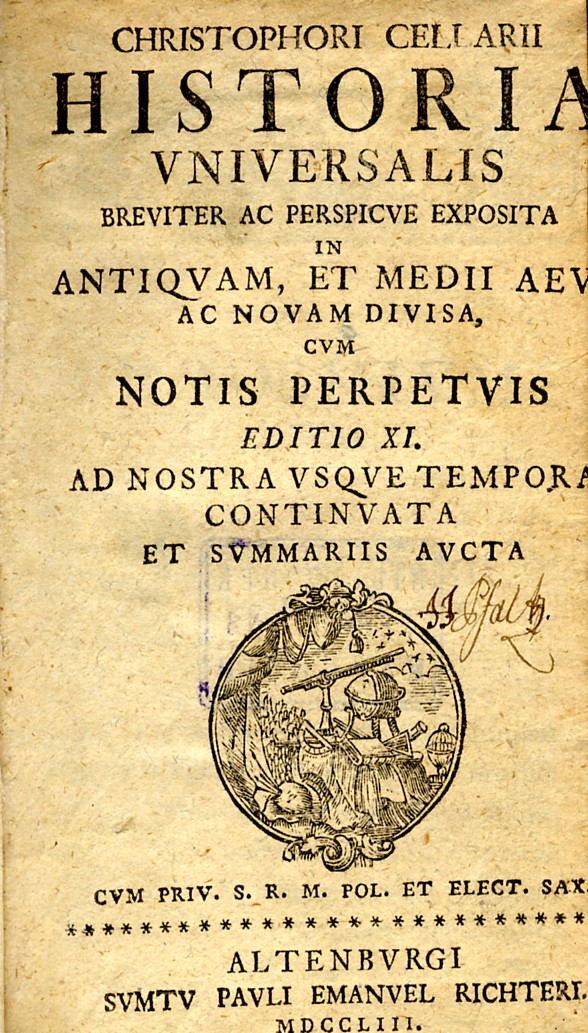
Christoph Cellarius’ Historia universalis (Titelseite der 11. Auflage von 1753)

Die Theorie der vier Weltreiche geriet im 16. und 17. Jahrhundert durch neue Kenntnisse über die Geschichte Asiens ins Wanken. Bedeutsam war die Gliederung des Raumes in Erdteile und am Ende des 17. Jahrhunderts die der geschichtlichen Zeitabläufe in Antike, Mittelalter und Neuzeit. Seit Christoph Cellarius (1638–1707) setzte sich die Einteilung in Altertum, Mittelalter und Neuzeit endgültig durch. Er unterschied zwischen der Geschichte Europas und des Mittelmeerraums in historisch datierbaren Zeiträumen von Alter Geschichte, Mittelalterlicher Geschichte und Neuere Geschichte. Diese Periodisierung wird heute als wesentliche methodische Voraussetzung für eine wissenschaftliche Beschäftigung mit der Geschichte angesehen.
Auch die Datierung des Beginns der Geschichte ab Erschaffung der Welt geriet ins Wanken, da die Bibel einerseits verschiedene Datierungen zulässt, andererseits nicht mehr als geschichtliches Werk betrachtet wurde. Außerdem passten die sehr alten orientalischen Kulturen nicht in das bisher gewählte Schema. Versuche, astronomisch einen Anfangspunkt zu gewinnen, schlugen fehl, und in Europa wurde die noch heute gebräuchliche Zählung ante Christum natum eingeführt. Die Geschichtsschreibung dieser Zeit ist durch die zeitliche und die räumliche Entgrenzung charakterisiert. Die Historia mundi zerfiel in die Historia profana et politica und die Historia sacra et ecclesiastica oder divina. Diese wurde zur theologischen Disziplin gerechnet.
An den Herrscherhöfen der frühen Neuzeit diente die Staats- und Reichshistoriographie als Schule der Staatsdiener und der Erziehung der Fürsten, erklärte die Rechtslage der Territorien und legitimierte Macht- und Herrschaftsansprüche. Die Kirchengeschichtsschreibung hatte den Wahrheitsanspruch der jeweiligen Konfession zu begründen, so im 16. Jahrhundert Matthias Flacius für die evangelische, Cesare Baronio für die katholische Kirche. Zudem existierte eine Hofhistoriografie, die die Angehörigen der Herrscherhäuser beschrieb.
Da die Wahrheit der Geschichtsschreibung nicht mehr am christlichen Dogma gemessen werden konnte, wurden wissenschaftliche Kriterien erforderlich, wozu methodische und wissenschaftstheoretische Überlegungen anzustellen waren. Die Orientierung an den exakten Wissenschaften (Mathematik, Physik) und die Enttäuschung über die romanhaft plaudernde und aus unterschiedlichen Motiven verzerrte Geschichtsschreibung führte an der Wende zum 18. Jahrhundert zum Skeptizismus bzw. Pyrrhonismus (d. h. ethischer Skeptizismus) beispielsweise Jean Hardouins und Friedrich Wilhelm Bierlings. Die Geschichte sei ein „einziger Betrug“.

### Renaissance
Ausgangspunkt für Petrarcas Histographie im 14. Jahrhundert war das Vorbild der Antike. Er versuchte, antike geschichtliche Beispiele auf die Gegenwart anzuwenden (viri illustres). Dafür wählte er die monographische Form oder reflektierte über wichtige Ereignisse (res memorandae). Petrarca verstand die Geschichte als Exemplum. Er nahm auf Moralvorstellungen beruhende Bewertungen vor. Geschichtsschreibung müsse den Menschen ermuntern und ihm Beispiele für sein Handeln geben. Er nahm keine Quellenkritik vor, sondern folgte der Quelle, die ihn am meisten überzeugte. Entscheidend für die Entwicklung der Geschichtsschreibung war, dass bei Petrarca der Mensch in den Mittelpunkt der Geschichte rückt und somit Gott verdrängt.
Eine ansatzweise auf wissenschaftlichen Grundlagen betriebene Geschichtsschreibung lässt sich erst seit dem 15. Jahrhundert im Zeitalter des Renaissance-Humanismus bei den italienischen Humanisten feststellen. Dazu zählen: Enea Silvio de’ Piccolomini, von dem u. a. eine Geschichte Böhmens existiert und Flavio Biondo mit seinen Büchern über die Topographie des antiken Roms.
Im 16. Jahrhundert waren die Discorsi und Fürst Niccolò Machiavellis nicht nur philosophische Anleitungen zur Leitung eines Staates, sondern aufgrund ihrer historischen Begründungen auch Abhandlungen der Geschichtsschreibung. Machiavelli schrieb als Auftragsarbeit der Stadt auch eine Geschichte von Florenz bis zu Lorenzo de Medici, die durch Alfred von Reumont ins Deutsche übertragen wurde. Diese Arbeit gilt als das erste Werk der modernen Geschichtsschreibung. Neben Macchiavelli ist Francesco Guicciardini hervorzuheben. Seine Geschichte Italiens blieb jahrhundertelang unangefochten gültig. Erst im 19. Jahrhundert wurden durch quellenkritischen Untersuchungen Leopold von Rankes einige Unrichtigkeiten bei Guicciardini nachgewiesen.
Ein anderes Beispiel bildet die Weltchronik von Hartmann Schedel. Deren Wert liegt allerdings hauptsächlich in den Illustrationen. Siegmund von Herberstein schrieb in dieser Zeit die Geschichte des Moskowiter Reiches.

### Reformationszeit

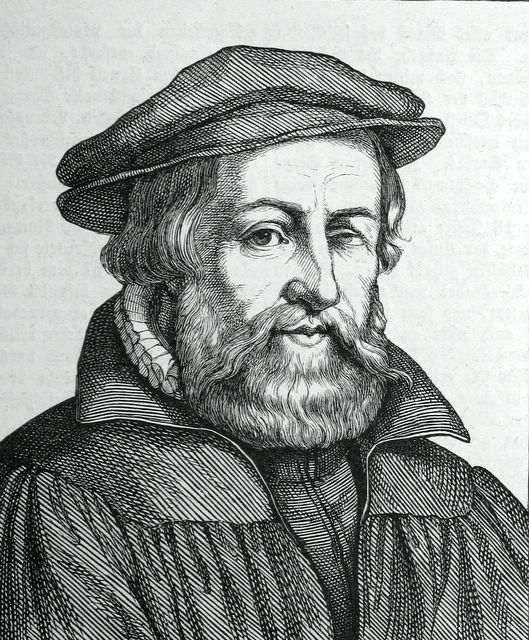
Sleidanus

Die zeitgenössischen Geschichtsschreiber äußerten sich häufig einseitig polemisch gegen oder für die Reformation. Gegen Martin Luther schrieben u. a. Johannes Sleidanus, Johannes Mathesius und Johannes Cochläus. Das Urteil der späteren katholischen Geschichtsschreibung bezieht sich jahrhundertelang auf die Lutherbiografie des Cochläus: Historia Ioannis Cochlaei de actis et scriptis Martini Lutheri Saxonis : chronographice ex ordine ab anno domini M.D.XVII. vsq. ad annum M.D.XLVI inclusine, fideliter descripta et ad posteros denarrata. – Colonia : Baumius, 1568, wie erst im 20. Jahrhundert Adolf Herte feststellte. Erst mit Herte und Joseph Lortz begann in der katholischen Geschichtsschreibung eine Annäherung an Luther.
Im Jesuitenorden wurden die historischen Zusammenfassungen des gebürtigen Römers Orazio Torsellini verbreitet.

### Aufklärung
Seit dem 18. Jahrhundert wird Geschichte im Zuge der Aufklärung zum Gegenstand akademischer Lehre. Bis dahin fehlte für Geschichtsschreibung ein institutionalisierter Rahmen.
Zu dieser Zeit galt die Philosophie als entscheidende Wissenschaft, mit der auch die Geschichte, die man als Universalgeschichte begriff, zu erklären sei. Friedrich Schiller stellte dazu in seiner Antrittsvorlesung 1789 in Jena die Frage: „Was heißt und zu welchem Ende studiert man Universalgeschichte?“ In den Universitäten waren bis dahin neben philosophischen noch vorwiegend theologische Gesichtspunkte für die Geschichtsschreibung von Bedeutung.
In Deutschland verfasste dagegen Gottfried Arnold 1699 und 1700 die Unparteiische Kirchen- und Ketzerhistorie mit dem Anspruch, „nichts, was zum ganzen Begriff der historischen Wahrheit dient, auszulassen, zu bemänteln, zu verdrehen oder zu verkehren“ (Vorrede § 1). Vom pietistischen Gesichtswinkel aus unterzog er die offizielle Kirchengeschichtsschreibung einer radikalen Kritik und kam zu dem Ergebnis, dass die verfolgten Ketzer die eigentlichen Träger des christlichen Glaubens gewesen seien. In Frankreich kämpfte Voltaire gegen die Kirchenautorität und gegen die Geschichtsklitterung zur Rechtfertigung von politischen Ansprüchen.
Man dachte hinsichtlich einer Geschichtsphilosophie häufig in ästhetischen Kategorien. Die Kulturgeschichtsschreibung dieser Zeit ist unverkennbar davon gekennzeichnet. Die Geschichte wurde einem philosophischen Vernunftbegriff untergeordnet. Die klassischen Fortschrittstheoretiker Frankreichs A. R. J. Turgot, Comte, M.A. Condorcet begriffen den Entwicklungsgang der Menschheit als einen dreistufigen zielgerichteten Prozess, der vom Naturzustand über Wissenschaft und Technik zum perfekten Menschen führe.

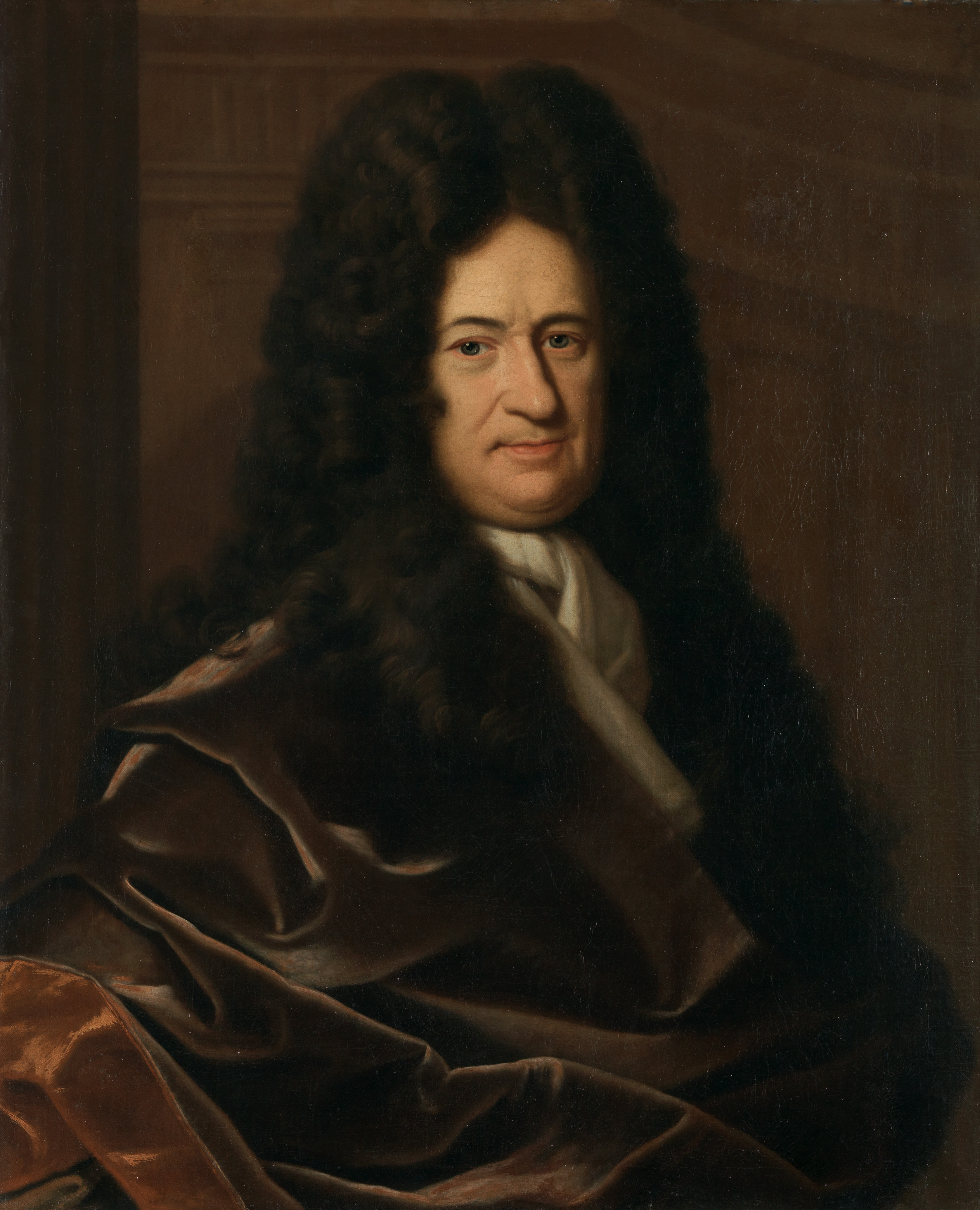
Gottfried Wilhelm Leibniz

In England vertrat David Hume den „natürlichen Fortschritt der Menschheit“. In Deutschland hingegen blieb noch längere Zeit Leibniz bestimmend, der an der theologischen Ausrichtung der Geschichtsschreibung festhielt. Laut Leibniz ist die Geschichte der Spiegel der göttlichen Vorsehung. Doch die verfeinerte Bibelkritik führte auch hier zu einem Umdenkungsprozess, der sich in Lessings Zweifel, „dass zufällige Geschichtswahrheiten zugleich ewige Vernunftwahrheiten“ sein sollten, ausdrückte (Über den Beweis des Geistes und der Kraft 1777). Seine Lösung war, die Vernunft sei selbst geschichtlich gewachsen, göttliche Offenbarung und menschliche Vernunft stünden in einem wechselwirkenden Prozess.
Man deutete die Geschichte auf der Grundlage eines Vernunftbegriffes. Programmatisch thematisierte Voltaire in seinem Essai sur l’histoire génerale et sur les moeurs et l’esprit des nations, depuis Charlemagne jusqu’à nos jours. nicht politische Konflikte und Prozesse, sondern Kunst, Sitte, Gesellschaft und Familie. In seinem Wörterbuchartikel Histoire beschäftigte er sich nicht mit politischer Geschichte und ließ nur die histoire des arts gelten. Auch Jean-Baptiste le Rond d’Alembert und Jean-Jacques Rousseau stimmten mit ihm darin überein, dass Gegenstand der Geschichtsschreibung die Entwicklung des Menschengeschlechts als universelle Kulturentwicklung sei.
Vor allem die Geschichtsschreibung in der Zeit der Spätaufklärung war von diesen Vorstellungen geprägt. Der Vernunftbegriff ist untrennbar mit dem Namen des Philosophen Immanuel Kant verbunden, der für das Zeitalter der Aufklärung insgesamt von außerordentlicher Bedeutung ist. In seinem 1784 verfassten Beitrag Idee zu einer allgemeinen Geschichte in weltbürgerlicher Absicht und später in seiner Schrift Zum ewigen Frieden (1795) legte er seine Politische und Geschichtsphilosophie dar.
Kant sieht in der Geschichte keine göttliche Absicht, sie ist das Spiel der Freiheit des menschlichen Willens. Daher gibt es in der Geschichte keine unabdingbare regelmäßige Entwicklung etwa in Richtung Fortschritt, Glückseligkeit oder Vollkommenheit. Dennoch ist Kant überzeugt, dass man einen regelmäßigen Gang der Geschichte entdecken könne, wenn man sie im Großen betrachtet. Denn auch die menschlichen Handlungen sind nach allgemeinen Naturgesetzen bestimmt. Die Natur ist zweckmäßig, ihre Absicht ist es, die in einem Organismus angelegten Möglichkeiten zur höchsten Entfaltung zu bringen. Auf die Menschheit bezogen ist ihre Absicht, die Menschengattung zu einer allgemein das Recht verwaltenden bürgerlichen Gesellschaft zu führen, da nur in ihr die höchste Absicht der Natur, nämlich die Entwickelung aller ihrer Anlagen, in der Menschheit erreicht werden kann.:22
Selbst dann bleibt als schwierigste Aufgabe noch die Gestaltung des friedlichen Zusammenlebens der Staaten untereinander in einem Völkerbund.:24
Kant sieht darin aber keinen Endzustand der Geschichte. Seine Geschichtsauffassung ist zwar teleologisch, aber nicht in dem Sinne, dass die Naturabsicht lenkend in die Geschichte eingreift, sondern die Naturabsicht ist ein subjektives Erklärungsprinzip unseres beschränkten Erkenntnisvermögens, damit wir uns die Erscheinungen der organischen Welt – wozu der Mensch und seine Geschichte gehören – erklären können. Kant ist diese Erkenntnis der Naturabsicht in der Geschichte auch deshalb so wichtig, weil sie die Herbeiführung dieses Zustandes beschleunigen kann.:27
Zu den wichtigsten Historikern dieser Zeit gehört neben August Ludwig von Schlözer und Justus Möser, Johann Joachim Winckelmann, der als Begründer der Klassischen Archäologie gilt. Winckelmann stelle als Erster die griechische Kunst in einen kulturgeschichtlichen Zusammenhang. Er betrieb Geschichte hauptsächlich als Kunstgeschichte.
Friedrich August Wolf entwickelte einen kulturgeschichtlichen Ansatz zur Beschreibung des Klassischen Altertums, der eher philologisch orientiert war. Damit wurde er zum Begründer der Klassischen Altertumswissenschaft, abgesehen von dem Italiener Flavio Biondo im 15. Jahrhundert, der bald nach seinem Tode vergessen, erst von Georg Voigt und seine Schule (zum Beispiel Alfred Masius) gewürdigt wurde. Außerdem können Friedrich von Schiller und Johann Gottfried Herder als Geschichtsschreiber der Aufklärung im oben genannten Sinne gelten.
Die Geschichtsschreibung war nicht mehr wie zuvor eine Schule für Politiker und Staatsdiener, sondern wurde zur Schule für den Weltbürger. Die Idee der Einheit der Menschheit zeigte sich auch in den Neuerscheinungen: Hießen die Geschichtsbücher vorher etwa Historien / Geschichten der Menschheit, so setzte sich im 18. Jahrhundert der Kollektivsingular durch: Historie / Geschichte der Menschheit. Hier wurde die Einheit des Beschreibungsobjektes programmatisch angezeigt. Der Ausdruck „Historie“ verschwand allmählich und machte dem Begriff „Geschichte“ Platz, der von der Etymologie her eher geeignet schien, den zusammenhängenden Bewegungsablauf zu erfassen.

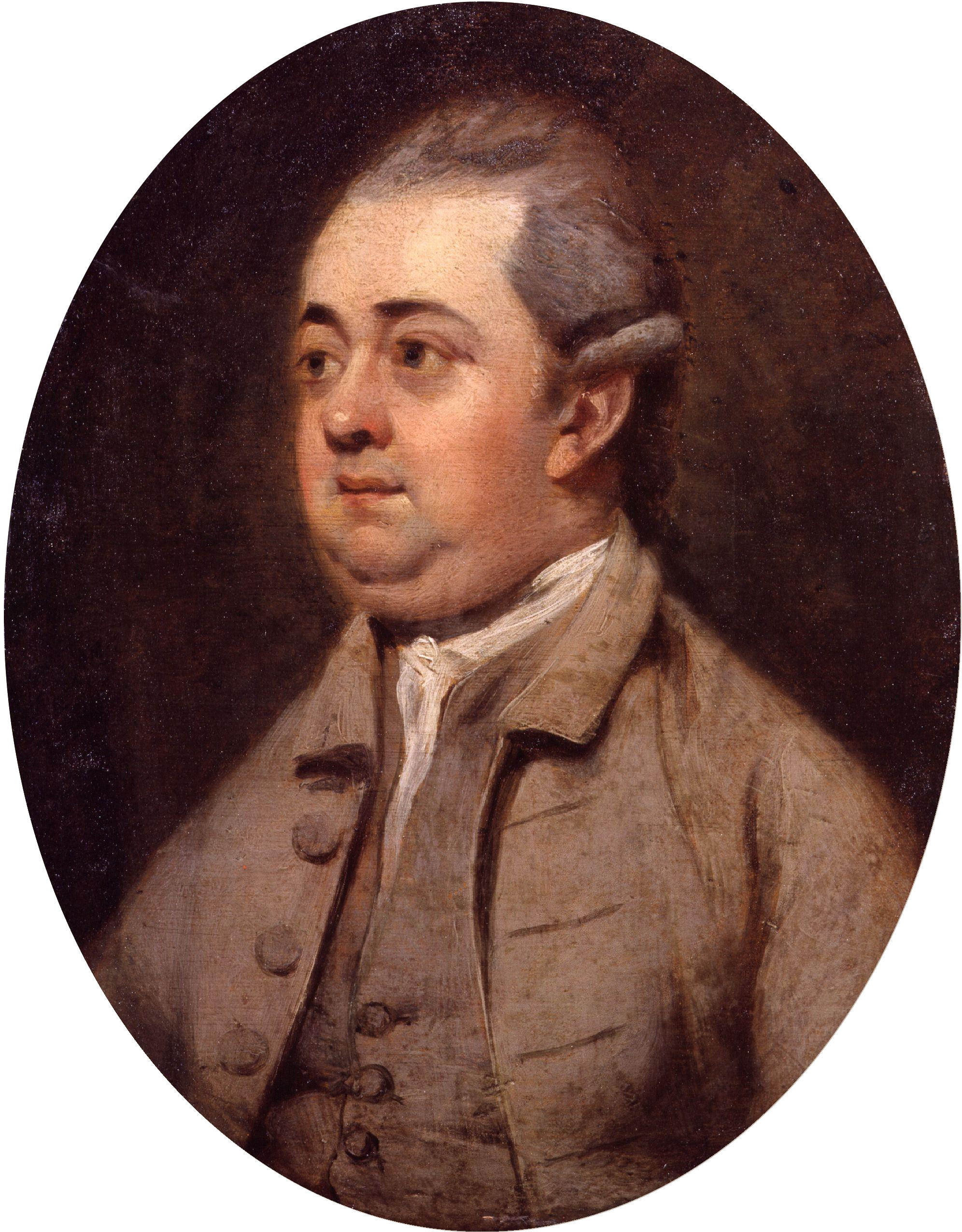
Edward Gibbon

Weiterhin ist Edward Gibbon von Bedeutung, der mit seinem Werk The History of the Decline and Fall of the Roman Empire großen Einfluss auf das Geschichtsbild vom Untergang Westroms ausübte. Seine Ansichten wurden von der modernen Forschung in großen Teilen korrigiert.
Auch aufgeklärte Monarchen, wie König Friedrich II. von Preußen und Kaiserin Katharina II. von Russland waren wichtig für die Historiographie. Noch heute einflussreich sind die französischen Aufklärer Diderot mit seiner Enzyklopädie des Weltwissens und Montesquieu mit seinen geschichtsphilosophischen und staatstheoretischen Schriften.
Geschichte als Gesamtschau und Erzählungen der Vergangenheit hatte gegenüber dem wissenschaftlichen kritischen Quellenstudium insgesamt noch das Primat. Unverkennbar hat die Geschichtswissenschaft, wie sie sich im Laufe des 19. Jahrhunderts als eigenständige wissenschaftliche Disziplin herausbildete, in der Aufklärung ihre Wurzeln. Bis dahin betrachtete man Geschichte als Teil der Theologie, der Rechts- bzw. Staatswissenschaften oder der Philosophie. Eine historische Rechtsschule im Sinne einer Geschichtsphilosophie gibt es erst mit Friedrich Carl von Savigny und Karl Friedrich Eichhorn im beginnenden 19. Jahrhundert.

## Geschichtsschreibung des 19. Jahrhunderts

### Deutschland
Im deutschen Idealismus nimmt das Problem der Geschichte die zentrale Stellung ein. Friedrich Wilhelm Joseph Schelling sah die Geschichte bezogen auf die gesamte Gattung „Mensch“. Der Idealismus versuchte, das gesamte Seiende aus einem Prinzip zu begreifen und bezog die spekulativ konzipierte Geschichtsvorstellung auf das historische Wissen. Das führte zur Annahme einer „hypothetischen Geschichte“, die ein Leitfaden sein sollte. Es wurde scharf zwischen einer bloßen Faktensammelei, der so genannten „Historie“ und der Darstellung von Zusammenhängen auf der Grundlage der Philosophie als Disziplin der Einheit, des Wahren und Unveränderlichen, unterschieden. In dieser Richtung gaben Johann Gottlieb Fichte, Schelling und Friedrich Schleiermacher die Methodik der Geschichtsschreibung vor, bis Georg Wilhelm Friedrich Hegel in seiner Geschichtsphilosophie die Sammlung von Einzelfakten und die übergreifende Darstellung des Geschichtsprozesses in einen dialektischen Zusammenhang stellte.

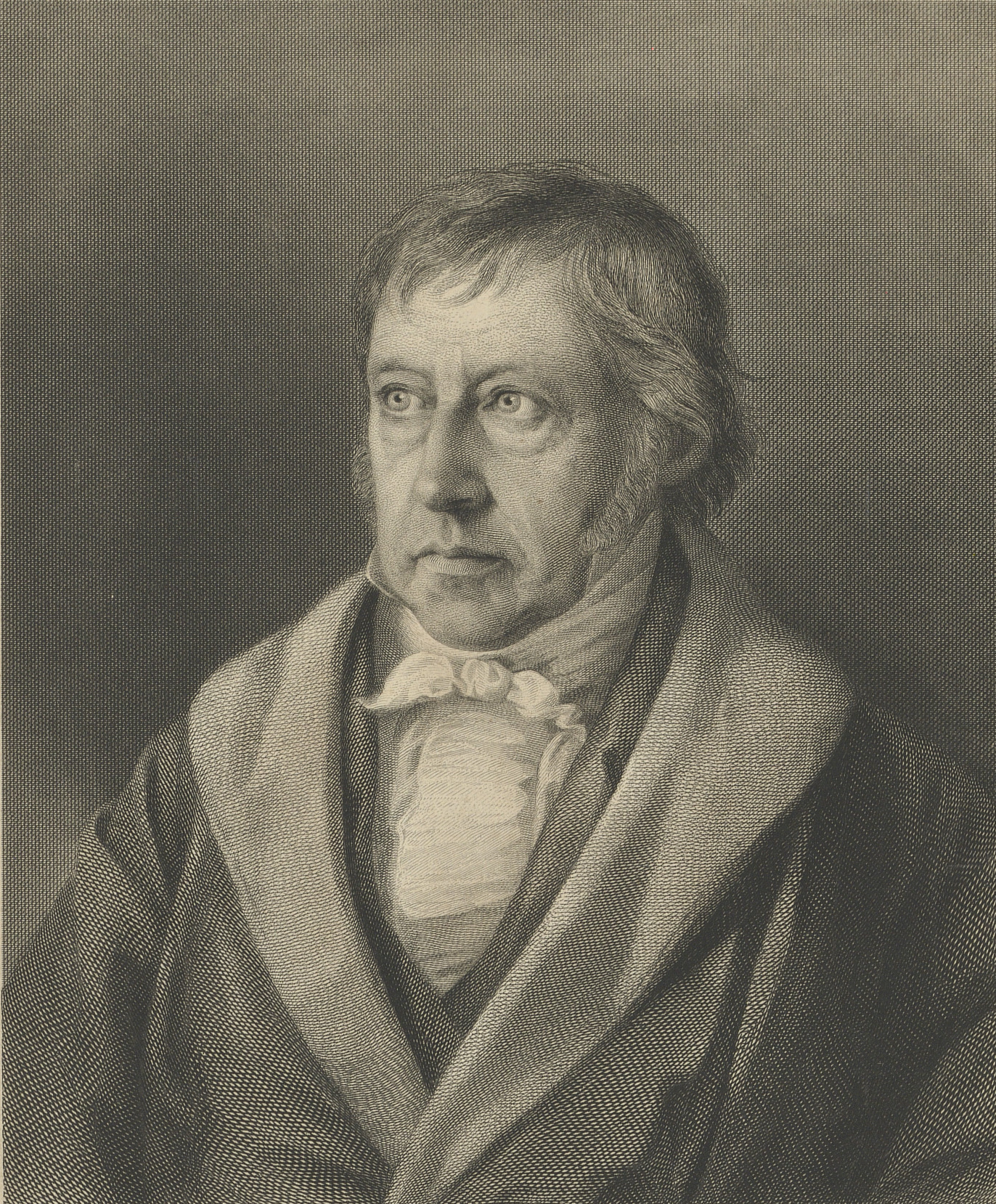
G. W. F. Hegel

Während im Mittelpunkt der Aufklärung der eher unhistorische Begriff der Vernunft stand, leitete Hegel ein geisteswissenschaftliches Zeitalter ein, das sich vorrangig mit geschichtlichen und anderen Entwicklungen befasste. Geschichte definiert Hegel als: „Fortschritt im Bewusstsein der Freiheit“. Im menschlichen Bewusstsein war zunächst nur einer frei, zum Beispiel der Pharao. Später gab es eine Gruppe von Freien gegenüber einer anderen Gruppe von Unfreien, beispielsweise im antiken Griechenland. Das Christentum habe das Bewusstsein vermittelt, dass der Mensch als Mensch frei sei.
Hegel unterschied drei unterschiedlich gewichtete Formen der Geschichtsschreibung: In der „ursprünglichen Geschichtsschreibung“ schreibt der Autor im Wesentlichen über seine eigenen Erlebnisse und Erfahrungen. Dabei sei der Geist des Verfassers und der Geist der Handlungen, von denen er erzählt ein und derselbe.
Den zweiten Typ nannte er die „reflektierende Geschichtsschreibung“. Sie setzt einen zeitlichen Abstand voraus, wodurch der Geist des Geschichtsschreibers nicht mehr in der Sache sei. Hegel bildete vier Untergruppen dieser reflektierenden Geschichtsschreibung: Die „allgemeine Geschichte“ stellt große Zusammenhänge kompilatorisch zusammen und macht sie überschaubar. Die „pragmatische Geschichte“ zielt auf Belehrung ab. Die „kritische Geschichte“ untersucht die Glaubwürdigkeit der Quellen. Die „Begriffs-Geschichte“ hingegen benutzt zur Systematisierung ihrer Darstellung allgemeine Gesichtspunkte wie Kunst, Recht, Religion.
Hinzu kommt als dritte Form die „philosophische Geschichtsschreibung“. Sie thematisiert die Weltgeschichte und verfolgt in ihr die Entwicklung der Vernunft. Die Weltgeschichte hat einen Endpunkt, der dialektisch aufgehoben, zugleich einen Anfang darstellt.
Nach 1830 stand die deutschsprachige Geschichtsschreibung größtenteils in Auseinandersetzung mit der Philosophie Hegels und seiner Nachfolger. In der Geschichtsphilosophie wurden die Gedankengebäude und Definitionsversuche der „Rechtshegelianer“, der „Linkshegelianer“ und der „spekulativen Theisten“ erörtert, die selbst keine Geschichtswerke verfasst haben, jedoch die Geschichtsschreibung mit ihren neuen Ideen beeinflussten.
Es entstanden verschiedene Historiographien: die „Philosophiegeschichte“, „Politische Geschichte“ (Ludwig Feuerbach, Bruno Bauer), „Sozialgeschichte“, Wirtschaftsgeschichte usw. Universalistische Weltgeschichten wurden kaum noch veröffentlicht. Man versuchte, sich jeglicher Konstruktion zu enthalten. Laut Feuerbach genügt die Aufzeichnung der Fakten, um die Geschichte durch sich selbst erklären zu können.
Karl Marx und Friedrich Engels entwickelten die „wissenschaftliche“ Geschichtstheorie des Historischen Materialismus, auf die sich zunächst soziale und politische Bewegungen und Parteien, später auch kommunistische Regime beriefen. Es entstand nach und nach eine „Marxistische Geschichtsschreibung“, deren Autoren unterschiedliche Positionen bezogen und beziehen, sich jedoch über die geschichtsoptimistische Annahme eines notwendigen und möglichen Fortschritts der Menschheit einig sind.
D. F. Strauss schrieb im Zusammenhang seiner Leben-Jesu-Forschung, der Zweck sei nicht, eine vergangene Geschichte zu ermitteln, sondern dem menschlichen Geist zu künftiger Befreiung von einem drückenden Glaubensjoch behilflich zu sein.
Die theoretischen Überlegungen Hegels und seiner Nachfolger wurden in der so genannten „Historischen Schule der Geschichtsschreibung“ aufgegriffen. Geschichte wurde nunmehr zu einer eigenständigen wissenschaftlichen Disziplin an den Universitäten. Wurde das 18. Jahrhundert als „philosophisches Jahrhundert“ bezeichnet, so nannte man das 19. Jahrhundert häufig das „historische Jahrhundert“. Bei allen Unterschieden im Einzelnen waren sich die deutschen Historiker weitgehend darin einig, einerseits auf die historische Tradition zurückzugreifen, sich aber andererseits nicht schematisch darauf zu beziehen. Viele wendeten sich gegen die „ungeschichtliche“ abstrakte Aufklärung, gegen das revolutionäre Jakobinertum, aber auch gegen den Feudalismus und das Verharren in Traditionen. Vielmehr wurde der Fokus auf Staat und Nation gerichtet, die mehr Bedeutung in der geschichtlichen Forschung und Darstellung erhalten sollten. Diesem Ziel verschrieben sich Friedrich Carl von Savigny, Heinrich von Sybel und Leopold von Ranke. Der Mensch wurde nicht mehr aus der Perspektive der Aufklärung als vernunftbegabtes Wesen gesehen, sondern in Beziehung zu Volk, Staat und Nation gesetzt. Ziel wurde die wahre Erkenntnis des eigenen Zustandes als Bewusstwerden der eigenen nationalen Eigentümlichkeit. Diese im Extremfall von vehementem deutschen Nationalismus geprägte Geschichtsschreibung beschäftigte sich beispielsweise mit der Erforschung des germanischen Rechts, der deutschen Verfassungsgeschichte, der mittelalterlichen Regesten und Dichtung. Diesen Aufgaben widmeten sich Johann Friedrich Böhmer mit seiner Herausgabe der Regesta Imperii und Jacob Grimm mit den Deutschen Rechtsaltertümern und der Geschichte der deutschen Sprache. Heinrich von Treitschke postulierte am Ende des 19. Jahrhunderts, die Idee des Volkstums sei die bewegende Kraft der zeitgenössischen Geschichte. Der Staat sei das als unabhängige Macht rechtlich geeinte Volk. Ranke vertrat eine politisch nationale Geschichtsschreibung. Demnach verhalten sich Geschichte und Politik zueinander wie theoretische und praktische Philosophie. Der Althistoriker Theodor Mommsen war sein Kontrahent im so genannten „Antisemitismusstreit“. Die Parole „Die Juden sind unser Unglück“ geht auf Treitschke zurück.
Parallel zu der auf die deutsche nationale Politik bezogenen Geschichtsschreibung existierte weiterhin die in der Tradition Herders stehende Darstellung des Menschlich-Allgemeinen in der Historiographie. Wilhelm von Humboldt war der Auffassung, die Geschichtsschreibung bewirke höchste Menschlichkeit durch das tiefste Studium des Menschen. „Wie die Philosophie nach dem ersten Grunde der Dinge, die Kunst nach dem Ideale der Schönheit, so strebt die Geschichte nach dem Bilde des Menschenschicksals in treuer Wahrheit, lebendiger Fülle und reiner Klarheit“. Neben Humboldt waren diesem Anspruch auch Barthold Georg Niebuhr, Georg Gottfried Gervinus, und Johann Gustav Droysen verpflichtet.

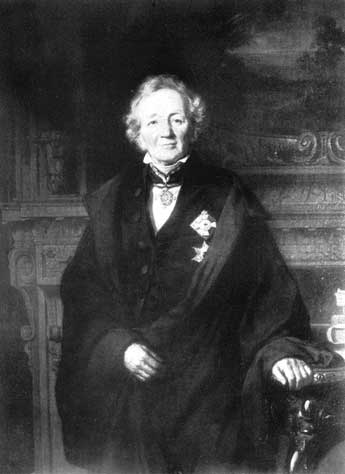
Leopold von Ranke

Leopold von Ranke (siehe auch: Historismus) schließlich setzte sich die „Reine Schau“ zum Ziel. Er betrachtete Geschichte als Teilhabe am göttlichen Wissen. Historiker sollen demnach die Objektivität und Sachbezogenheit der Gottheit anstreben, die gesamte Menschheitsgeschichte überschauen und jede Bevölkerung als gleich wert betrachten. Die Geschichtsschreibung ist demgemäß ihrer Natur nach universell. H. v. Sybel verteidigte 1858 die Gründung der Historischen Zeitung damit, dass mit jedem Jahr die Geschichte in Deutschland mehr zum politischen Ferment der allgemeinen Bildung werde und die Stellung einnehme, die vorher die Philosophie eingenommen habe.

### Frankreich und England
In Frankreich und England erlangte der frühe Positivismus mit seinem ungebrochenen Fortschrittsglauben Einfluss auf die Geschichtsschreibung. Besonders Auguste Comte gab die neue Richtung vor. Nicht theologisches oder metaphysisches Denken, sondern allein der l’esprit positiv sei in der Lage, eine Erklärung der gesamten Vergangenheit in Übereinstimmung mit den konstanten Gesetzen der individuellen und kollektiven Natur des Menschen zu leisten. Alle großen Epochen seien Entwicklungsphasen, deren Verlauf und Ende auf ehernen Gesetzen beruhe.
John Stuart Mill führte die Gedanken Comtes fort. Demnach leiste die Geschichtsschreibung bei richtiger Fragestellung die Aufzeichnung empirischer Gesetze gesellschaftlichen Lebens. Diese empirischen Gesetze seien keine Naturgesetze, da dafür ihre Datenbasis zu klein sei. Sie seien nur dann als echte Gesetze zu betrachten, wenn sie an wissenschaftliche und psychologische Gesetze vom Menschen angekoppelt werden könnten. Der liberale utilitaristische Denker ging davon aus, dass Staaten nur auf der Basis menschlicher Freiheit gedeihen könnten, während in Systemen der Barbarei despotische Regimes angemessen sein können.
Ch. Darwin postulierte, dass die Erforschung der Evolution Einfluss auf die Menschheitsgeschichte haben werde. Diese Theorien machte sich der englische Historiker H. Th. Buckle in seinen Schriften zu eigen. Er forderte konsequent ein naturwissenschaftliches Studium und die Kenntnis der Statistik für den Historiker.

## Geschichtsschreibung außereuropäischer Kulturkreise
Auch andere Kulturkreise haben Formen einer umfassenden Geschichtsschreibung entwickelt. Im alten Orient und im alten Ägypten wurden Inschriften angefertigt, die wichtige Ereignisse, insbesondere kriegerische Handlungen, festhielten und nicht zuletzt propagandistischen Zwecken dienten. Hinzu kamen Annalen bzw. Chroniken, die oft in eher knapper Form wichtige Ereignisse dokumentierten. Diese Form der Geschichtsschreibung unterscheidet sich aber recht deutlich von der Darstellungsform in der antiken griechisch-römischen Welt und war auch nicht so vielseitig oder inhaltlich strukturiert.
Insbesondere in China existiert eine lange Tradition der Geschichtsschreibung. Die ältesten Überlieferungen der Geschichte Chinas sind mehr als 3.000 Jahre alt. Es handelt sich um Werke, deren Autoren nicht namentlich bekannt sind, die jedoch bereits eine Dokumentation der verwendeten Quellen enthalten. Erst Sima Guang mit Zizhi tongjian aus dem Jahre 959 legte eine präzise Beschreibung der historiografischen Methoden vor. Die chinesische Geschichtsschreibung ist überaus umfangreich und vielfältig, auch im Vergleich mit erhaltenen westlichen Aufzeichnungen aus Antike und Mittelalter. Siehe beispielsweise Sima Qian und Ban Gu in der Zeit der Han-Dynastie sowie Faxian in der Zeit der Jin-Dynastie von um 337 bis etwa 422. In der folgenden Kaiserzeit herrschte eine Hofgeschichtsschreibung mit den jeweiligen Dynastien und den damit verbundenen Ereignissen vor (siehe 24 Dynastiegeschichten).
Die islamische Geschichtsschreibung (ilm at-tarich) ist religiösen Ursprungs. Geschichte galt als Traditionswissenschaft, deren Auftrag die unverfälschte Überlieferung zentraler religiöser Inhalte war. Dazu bedienten sich die arabischen Historiker Methoden, die auf so genannten „Überliefererketten“ (Isnād) aufbaut. In späterer Zeit findet man zunehmend auch Werke säkularen Inhalts. Die arabische Geschichtsschreibung ist auch in Bezug auf die persische Geschichte (Sassanidenreich) von Bedeutung, siehe vor allem die Universalgeschichte des at-Tabarī Anfang des 10. Jahrhunderts. Allerdings wird in der modernen Forschung die frühislamische Geschichtsschreibung auch kritischer bewertet als in der Vergangenheit. Dies gilt speziell für die Zeit der frühen Expansionspolitik und deren Rekonstruktion.